# إسكي شهر
إسكي شهر (باللاتينية: Dorylaeum، بالإغريقية:Δορύλαιον) هي مدينة تقع في الشمال الغربي لتركيا، تبعد 233 كم عن غرب أنقرة و330 كم عن الجنوب الشرقي لإسطنبول، وهي عاصمة محافظة إسكي شهر.
يتخلل المدينة نهر بورسك تشاي (بالتركية: Porsuk Çayı)‏ المقدر طوله بحوالي 440 كم والمرتفعة ب 792م عن سطح البحر. عدد سكانها يبلغ 631.905 نسمة  حسب ٳحصائيات 2009، ومساحة المدينة تقدر ب 2.678كم²  وموقعها في منطقة وسط الأناضول. فيها جامعة عثمان غازي وجامعة الأناضول وهي تبدو كمدينة للطلاب. وعدد سكان إسكي شهر وفقا لعام 2013 يبلغ 799.724 نسمة. وتشتهر بكثرة الحلويات مثل حلوى المت والنوجا وفطيرالهشهاش ومياه الكلاباك وتشببورك (قطايف) والاسبيوليت. وتوجد أحجار الاسبيوليت المصنعة في تركيا فقط في إسكي شهر وتستخرج من باطن الأرض وتعرف بأحجار إسكي شهر. وفي تركيا تُولى إسكي شهر و سڤر حصار بأهمية كبيرة بسبب الحيوان أو الكلب المعروف بالأك باش أي ذو الرأس الأبيض وهو كلب لونه كله أبيض يوجد في إسكي شهر فقط. وتعد إسكي شهر مدينة متطورة في الثقافة والصناعة حيث يوجد فيها العديد من المؤسسات الفنية والثقافية والصناعية أيضاً. ويوجد احتفالين فنيين لجامعة الأناضول في مركز البلدية، وعلاوة علي ذلك يُنظم كل عام المهرجان القومي لإسكي شهر وتقام فيه المعارض والحفلات الغنائية والمسرحيات وغيرها. وقد وقعت إسكي شهر إلي يومنا هذا تحت حكم حضارات عديدة، وأُنشئت فيها أكثر من حضارة مثل فريجيا، والإمبراطورية البيزنطية، وسلاجقة الروم، والدولة العثمانية. ويوجد في إسكي شهر القوات المسلحة التركية والقوات الجوية التركية التابعة لقيادة التموين الجوي ومركز الصيانة وقيادة التكتيك الجوي، وعلاوة علي ذلك يوجد فيها مطار عسكري ومطار مدني (مطار جامعة الأناضول).
إسكي شهر هي عاصمة الثقافة العالمية في عام 2013، ونالت لقب عاصمة التراث الثقافي المعنوي لليونسكو.

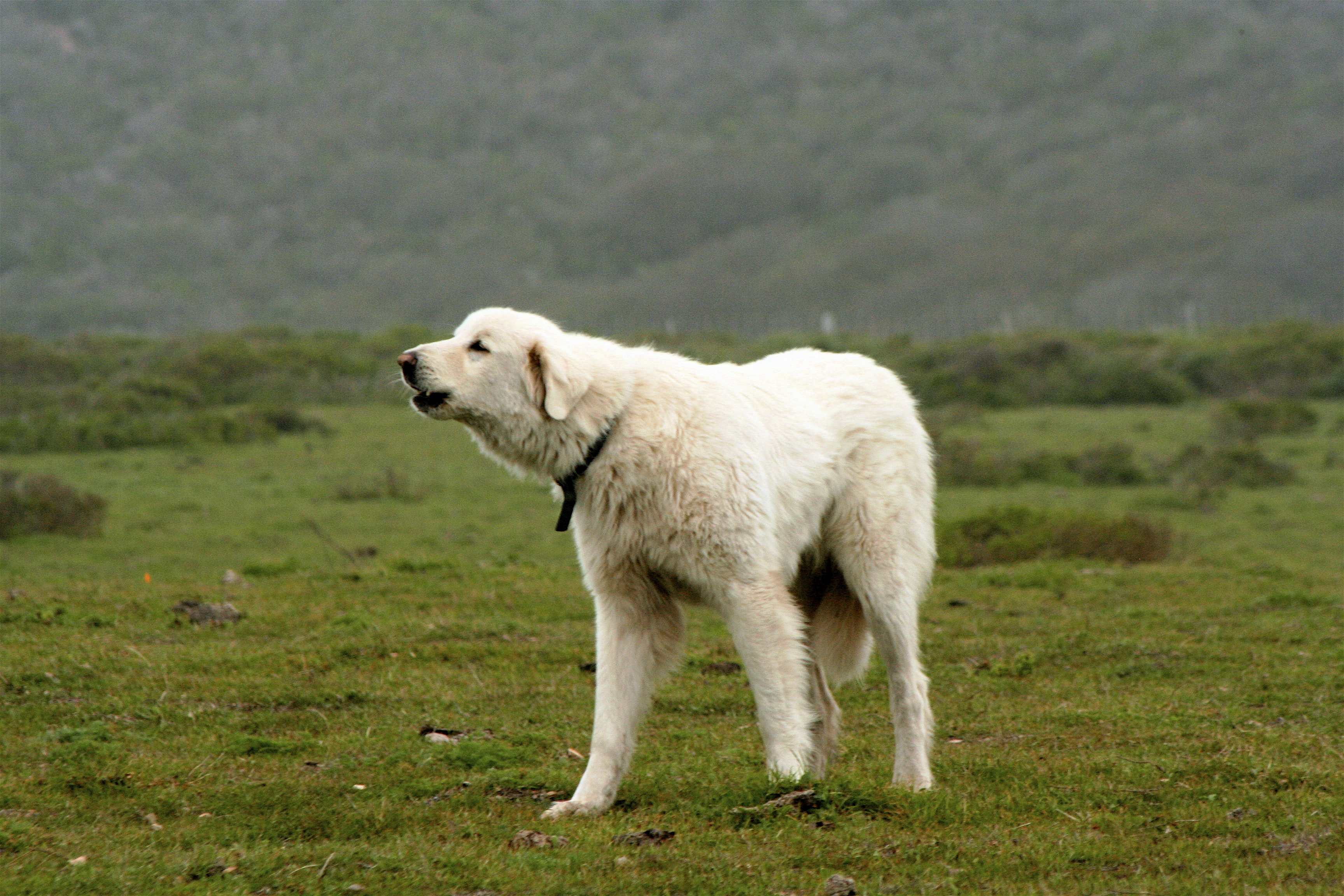
(حيوان الأك باش)جاء إلى تركيا في القرن الثالث عشر بعد استيلاء المغول علي تركيا.

## أصل الكلمة
معناها المدينة القديمة، وكانت تسمي في العصور القديمة والوسطي في اللغة اليونانية باسم دوريلايون Dorylaion ، وفي اللغة اللاتينية تعرف باسم Dorylaeum. وهي قريبه من المنطقة المتهدمه والمهجورة شارهويوك، والتي كانت منطقة استقرار أيام الحرب الجنوبية. ووفقاً ل وليام رامزي فإنه من المحتمل أنها أخذت هذا الأسم دوريلايون أيام الحرب وظل هذا الاسم من ذلك الوقت إلى يومنا هذا.

## تاريخها

### من العصور القديمة إلى القرن الحادي عشر

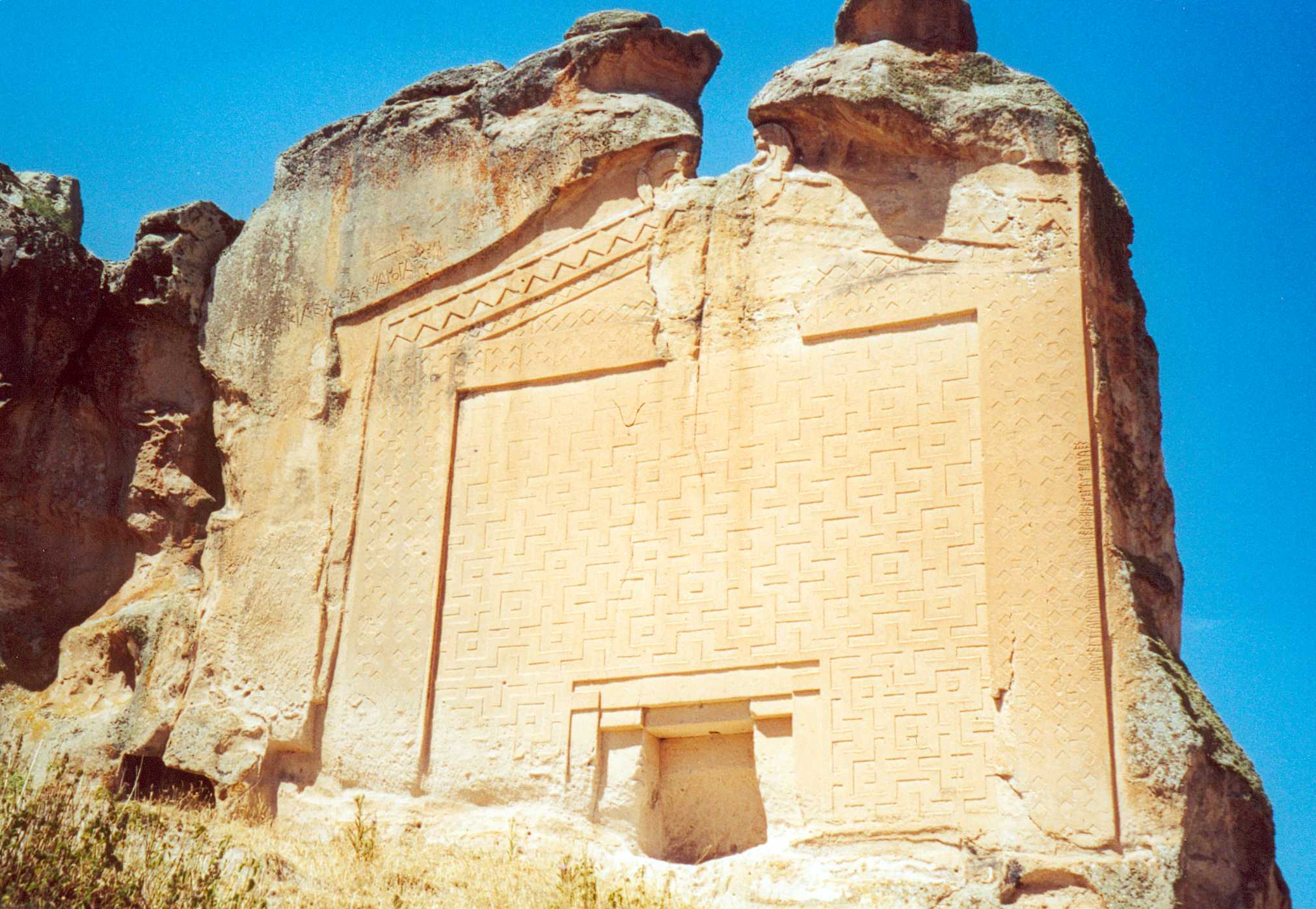
بالقرب من معالم سيد غازي التي يعود تاريخها إلى الفريجا.

في القرن الرابع عشر قبل الميلاد أسس الهتت في إسكي شهر مركز دولتهم الكبيرة. وكانت إسكي شهر يُنظر إليها علي أنها الإمارة لإهميتها وموقعها. وفي القرن الثاني عشر قبل الميلاد انتشر الفريجيا في الأناضول واطلقوا عليها اسم دوريلايون واستقروا فيها. ومن بعد الفريجا وقعت تحت حكم الليديين ومن بعدهم الفرس. وفي القرن الرابع قبل الميلاد استولى على إسكي شهر ملك مقدونيا[ ؟ ] الأسكندر، وظلت تحت حكم إمبراطورية الأسكندر حتي تاريخ موته في عام 323 قبل الميلاد. وفي القرن الثاني قبل الميلاد وقعت تحت حكم الإمبراطورية الرومانية حتي انقسامها إلى امبراطوريتين، وبعد ما انقسمت وقعت تحت حكم الإمبراطورية البيزنطية.

### فترة السلاجقة
وقد قام السلاجقة من جديد السيطرة علي دوريلايون من يد البيزنطين، وفي زمان سلاجقة الروم كانت أرض المعارك التي بين السلاجقة والحملات صليبية. وفي ذلك الوقت عرفت هذه المدينة بذلك الاسم سلطانونو. ويوجد في إسكي شهر الكثير من أثار السلاجقة.
وفقا ل الجغرافي العربي علي بن موسى المغربي بن سعيد فإنه كان يوجد بين مضيق أنطاليا وماركي جبال التركمان، وفي هذه المنطقة يوجد ما يقارب 200,000 خيمة للتركمان. وفي منطقة كاصتومونو يوجد أيضاً ما يقارب 100,000 خيمة للتركمان. وفي تلك المناطق سلطانونو -كوتاهيا- أمير داغ -كاراحصار- سڤر حصار يوجد أيضاً ما يقارب 200.000 خيمة للتركمان.

### فترة العثمانيين
أخذ عثمان بن أرطغرل (عثمان غازي) إسكي شهر من سلاجقة الروم في عام 1289 . وفي فترة أورخان غازي كانت تحت حكم الكرامانيين. ومن جديد ضمها مراد الأول إلى الأراضي العثمانية. وعند فتحها في أول مرة ظلت تابعة لإمارة أنقرة. ومن بعد عام 1451 بعد أن أصبحت كوتاهيا إمارة منفصلة حدث تغير في إدارة الحكم في الأناضول. وفي تلك الفترة كان يوجد ارتباط بين أنقرة وإسكي شهر وأيضا بين إمارة كوتاهيا. وقد وقعت إسكي شهر فترةً في عام 1601 في أيدي جلال دلي حسن وأتباعه. وفي عام 1980 وصلت السكة الحديد إلى ميمنة ولاية هودافانديجار (بورصة[ ؟ ]) وربطت بين كوتاهيا وإسكي شهر.
وانتعشت التجارة بوصول السكة الحديد إلي أسكى شهر. وطوال القرن التاسع عشر بدأت الهجرة إليها من القوقاز، والقرم، رومانيا، وبلغاريا. وبعد حرب العثمانيين مع الروس في الفترة ما بين عامي 1877-1878، بدأ المهاجرون جمعيا في الأستقرار هناك. وكانت توجد مادة في معاهدة هدنة مودروس هذه المادة كانت تسمح لقوات الحلفاء باحتلال أراضي الدولة العثمانية في الوقت الذي يريدونه، وعلى هذا قامت القوات الإنجليزية باحتلال إسطنبول في 13 نوفمبر عام 1918، وبدأوا باحتلال الأماكن التي يرونها مهمه علي طول السكة الحديد الواصلة بين بغداد وإسطنبول. وبعد احتلالها بشهرين ونصف أسسوا مقاراتهم في محيط محطة إسكي شهر في يناير عام  1919.

## فترة حرب التحرير

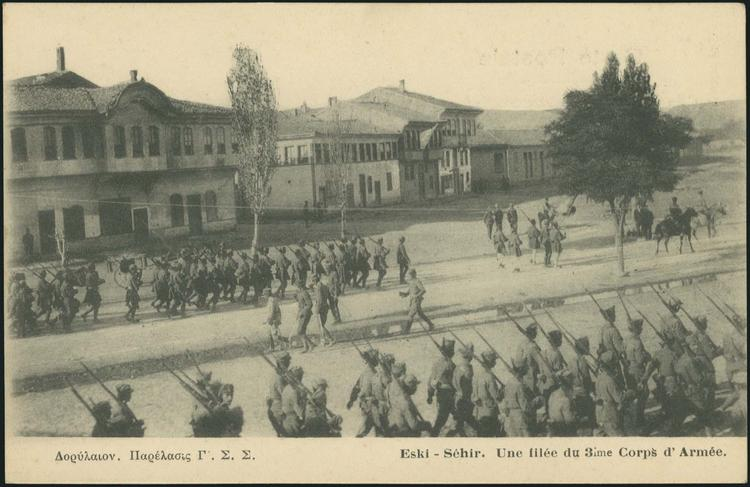
دخول الجيش اليوناني إلى إسكي شهر.

في 21 يونيو عام 1929 ذهب فوزي جاكماق وزير الدفاع الوطني لجمهورية تركيا مع عصمت إينونو رئيس مجلس الوزراء إلى محطة القطار في الساعة الحادية عشرة. وأخذوا وضع الهجوم وشوهد هناك قائد الحرب التركية اليونانية (1919–1922) علي فؤاد. وفي نفس الليلة أيضا تحركوا إلى أنقرة. وقد وقع في إسكي شهر ثلاثة من خمسة معارك مهمة في حرب الاستقلال التركية. وقد وقعت علي أرض إسكي شهر أول معركة من معارك حرب الاستقلال التركية وهي معركة إينونو الأولى بقيادة مصطفى كمال أتاتورك.
إسكي شهر تشكل واحده من النقاط الرئيسية في حرب الاستقلال، وقد تضررت في الحرب بصفة مادية ومعنوية.
وبعد الحرب العالمية الأولى في 23 يناير 1919 تم فحص خطوط السكك الحديد من قبل القوات الإنجليزية تمهيداً لاحتلالها، في 20 مارس عام 1920 تم انهاء الاحتلال من قبل الحركة التركية الوطنية. وفي عام 1921 علي بعد 40كم من إسكي شهر وقعت معركة إينونو الأولي والثانية.
وفي 20 يوليو عام 1920 تم اتخاذ إسكي شهر مقراً للجيش اليوناني لفترة بعد احتلالها، وبعد انتهاء حروب كوتاهيا وإسكي شهر تم انسحاب الجيش التركي نحو الشرق إلى سقاريا. ومن جديد أغار الجيش اليوناني علي إسكي شهر في 23 أغسطس عام 1922. وبدأت في 30 أغسطس عام 1922 الغارات علي الكبري من قبل الفرسان الأتراك من ناحية سيد غازي  ومن ناحية تككانو  حتي تم استعادة إسكي شهر في 2 سبتمبر 1922 من قوات الأعداء. وكانت الغارة الكبري أخر مرحلة في حرب التحرير في إسكي شهر، وبعد الثاني من سبتمبر عام 1922 تم استرداد المدينة التي دمرت في الحرب. (كان الجيش اليوناني يدمر المدن التي يحتلها).

## فترة الجمهورية

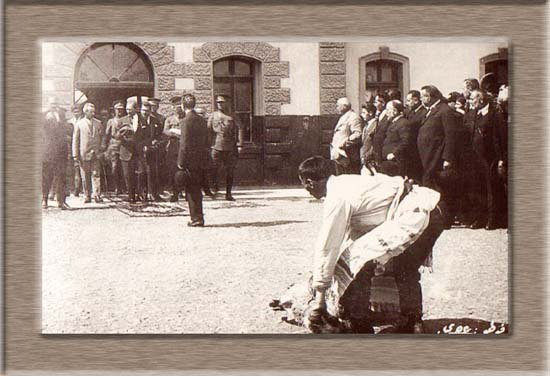
21-سبتمبر-1925 أتاتورك وعصمت إينونو وفوزي جاكماق في تعويضات إسكي شهر.

قال مصطفى كمال أتاتورك في الخامس عشر من يناير عام 1923 كلاماً في حق إسكي شهر وهو كالأتي: -
ٌٌَْْ""«أعرف إسكي شهر وأهلها جيداً، وكانوا يمتلكون دائماً درجة كبيرة من الوطنية والشجاعة خلال نضالهم الوطني بجانب نضالنا، ووجدنا منهم مساعدات واسعة في هذا الصراع، ولِما رأيته منهم فهم شعب مثقف ونشيط، وأرضها تربة خصبة، سوف نعوض خسائرهم في أقل وقت وسنتباهي بتضحياتهم»"".
كما أكد مصطفى كمال أتاتورك في كلمته في الخامس عشر من يناير عام 1923 في مقر الحكومة في إسكي شهر أنها قدمت مساهمات كبيرة لكسب الحرب. ولهذا السبب اهتم مصطفي كمال باشا بإعادة بناء المدينة عن قرب، وقد عمل على جعلها مدينة حديثة في أقل وقت بالإستثمارات.
بعد اعلان الجمهورية في عام 1925 أصبحت إسكي شهر محافظة. وفي عام 1926 أصبحت إسكي شهر ثلاث مناطق (بندر) وهي سيد غازي، ومهلاتش جيق، وسڤر حصار. وصدر قانون في عام 1954 انضم بموجبه إلى إسكي شهر منطقتي المحمودية، والتشفتلر، وفي عام 1957 صدر قانون أخر انضم بموجبه إلي إسكي شهر منطقة صاري جاقيا لتصبح 6 مناطق.
وفي عام 1987 بموجب القانون رقم 3392 انضم ثلاث مناطق إلي إسكي شهر وهم إينونو وبيلكوڤا وألبو، وفي التاسع من مايو عام 1990 بموجب القانون رقم 3544 انضم إلي إسكي شهر ثلاث مناطق أخرى وهم مهال غازي أو محال غازي، وهان، وجون يوزو لتصبح إسكي شهر 12 منطقة. وفي الثاني والعشرين من مارس عام 2008 نشر في الجريدة الرسمية القانون رقم 5747 والذي تم بموجبه إضافة منطقتين جديدتين إلى إسكي شهر وهم تاپا باشي وأودن پاظاري ليصل مجموع عددهم إلى 14 منطقة (بندر).

## كارثة السيل
وقعت هذه الكارثة في الخامس من مارس عام 1950 في إسكي شهر نتيجة فيضان نهر بورسك تشاي. حيث بقي 50 ألف شخص في العراء، ودمر الفيضان 2500 منزل وغرق نحو 6 أشخاص. وقد ساعد مشروع مارشال ضحايا تلك الكارثة.

## زلزال إسكي شهر
في العشرين من فبراير عام 1956 حدث في إسكي شهر هزة أرضية شديدة، ووفقا لمقياس ريشتر فإن قوة هذا الزلزال وصل إلي 6°. ووفقاً للإحصائيات فقد تضرر 1.379 مبني بشكل كبير و 1.486 مبني بشكل متوسط وأيضا 9.862 مبني بشكل خفيف. وتوفي شخص واحد في هذا الزلزال وجرح 19 شخص أخر. وموقعه 39° 89 شمالاً و 30° 49 شرقاً. وتم حساب عمق الزلزال بحوالي 40كم ومناطق التأثير ب350.000 كم² . ووصل الزلزال إلى مناطق أخرى متجهاً نحو أدرنة وإزمير وقونية. ولأن مركز الزلزال كان خارج المناطق السكنية فلم تحدث خسائر كبيرة في الأرواح. ونتيجه لهذا فإن خطورة تكون تلك الزلازل في إسكي شهر من الدرجة الثالثة.

## إنجازات إسكي شهر لتركيا

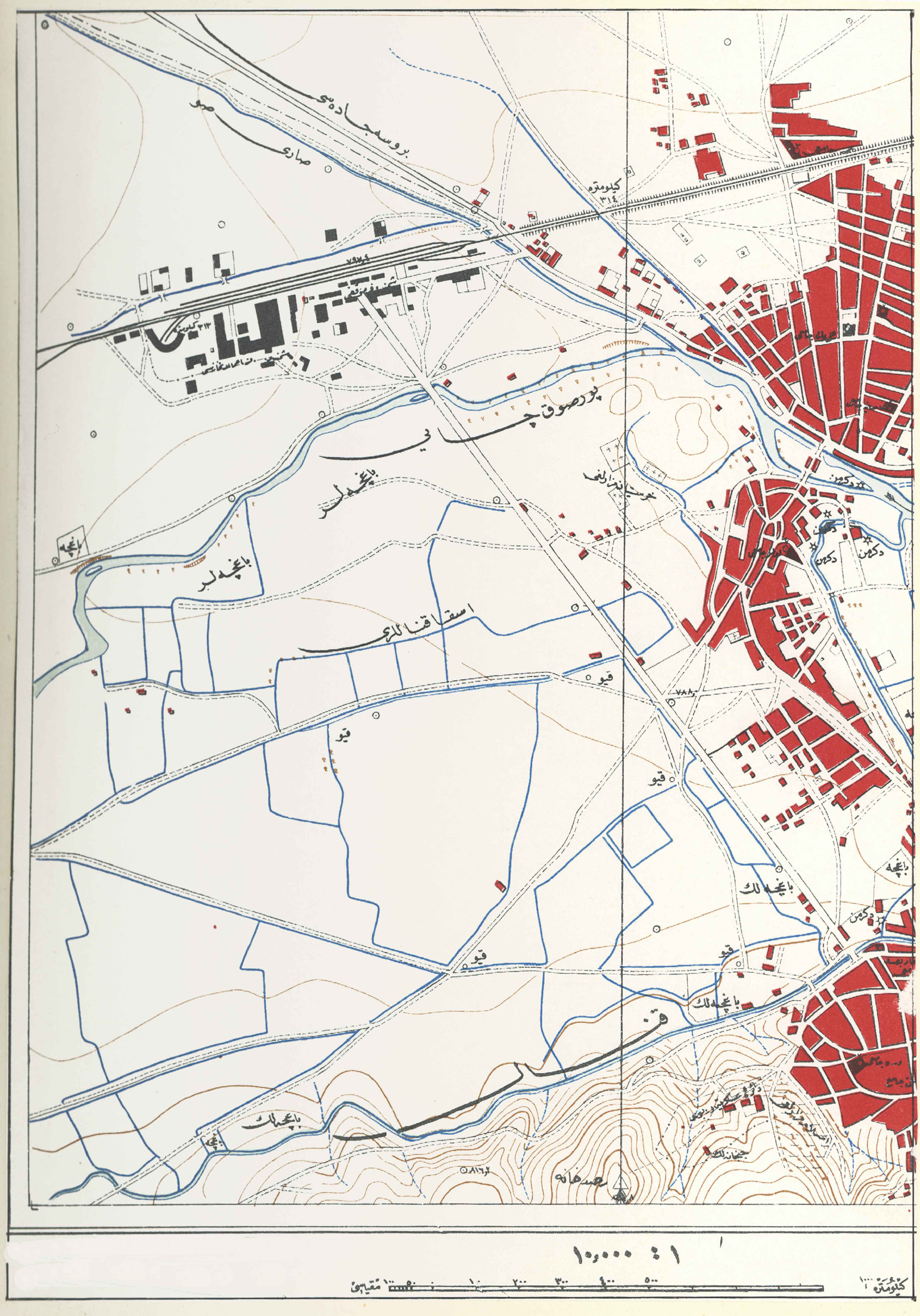
الخريطة الحديثة الأولى في التاريخ التركي والتي رسمت عام 1896.

- أول منطقة دفعت الضرائب ل الدولة العثمانية.
- أول منطقة خُطب فيها في الدولة العثمانية. (فترة عثمان غازي)
- أول منطقة رسمت خريطة جديدة لتركيا. (1896)
- فتح أول محكمة تميز. (1923)
- إنشاء أول معهد في البحوث الزراعية. (1925)
- إنشاء أول دورة لتخريج المعلمين. (1936)
- إنشاء أول المعاهد القروية. (1940)
- إنتاج أول سيارة تركية. (1961)
- إنتاج أول قاطرة (جرار) تركي. (1961)
- تأسيس أول مسرح في العالم لبيع دماء الطلاب. (1961)
- إنتاج أول رافعة بليت بطارية تعمل بالطاقة.
- إنتاج أول وسيلة لكنس الشوارع.
- إنتاج أول وسيلة لغسل الشاحنات.
- إنتاج أول سيارة قلاب.
- إنتاج أول ميزان.
- أول تحديث للمحركات النفاثة.
- إنتاج أول محرك اف 16.
- إنتاج أول أجزاء للهيلكوبتر.
- أول فريق أناضولي يفوز بكأس الرئيس ورئيس الوزراء. (1970-1971)
- إنتاج أول سيارة 4x4 تجارية في تركيا.(2009)
- أول مدينة أنتجت قطار عالي السرعة. (2009)

## موقعها

موقع إسكي شهر في تركيا.

تقع إسكي شهر في شمال غرب منطقة وسط الأناضول. ويحد مركز المدينة في الشمال مهال غازي أو محال غازي وصاري جاقيا، ويحدها من الشرق ألبو وأنقرة، ومن الجنوب  أفيون والمحمودية وسيد غازي ومن الغرب كوتاهيا وإينونو. ويتكون وسط الأناضول من السهوب، والشمال والغرب غابات، وتغطي المدينة بالنباتات. وفي الجنوب جبال سوندي كان، وبعد 1000 متر من المنحدرات غابة البلوط، وتظهر شجيرات البلوط في المرتفعات. ويوجد بعد 1300 متر أماكن الصنوبر الأسود. ويُري بين بعض المناطق شجر الأركس، وأيضا شجر السرو[ ؟ ]. وفي جنوب إسكي شهر لايوجد غابات ولكن توجد نباتات السهوب الإقليمية. ويوجد في الأطراف شجر الطقسوس، وشجر الخيران الحاد. ويوجد غطاء نباتي من الغابات يتكون من أشجار الصفصاف وأشجار الحور وأشجار الدردار.
يمر من إسكي شهر نهرين أولهما نهر سقاريا والثاني نهر البورسك تشاي. ويوجد سدين علي تلك الأنهار علي الأراضي المتبقية داخل حدود المدينة. يوجد علي نهر البورسك تشاي  سد  البورسك ، أما نهر سقاريا فعليه سد جوك تاكايا .

## المناخ
مناخ منطقة وسط الأناضول هو مناخ قاري. في فصل الشتاء شديد البرودة وتمطر ثلجاً، وفي الصيف شديد الحرارة ولا تمطر. وتقل الأمطار في القسم الجنوبي وتستمر لفترة قصيرة، وأقل شهور هطول الأمطار هي يوليو وأغسطس وسبتمبر. ونسبة هطول المطر السنوية في المتوسط 373.6 ملم. ويبلغ عدد الأيام الممطرة في السنة من 90-100 يوم. وحاره في الصيف مثل المناخ القاري. على سبيل المثال إسكي شهر والتي تأسست علي ارتفاع 800 متر فإن متوسط درجة حرارتها هي 21,5 ° في شهر يوليو و 0,8 ° في شهر يناير. وأعلي ارتفاع في درجة الحرارة وصل إلي 39,1 ° وأقل انخفاض في درجة الحرارة وصل إلى 26,3 °.

## عدد السكان

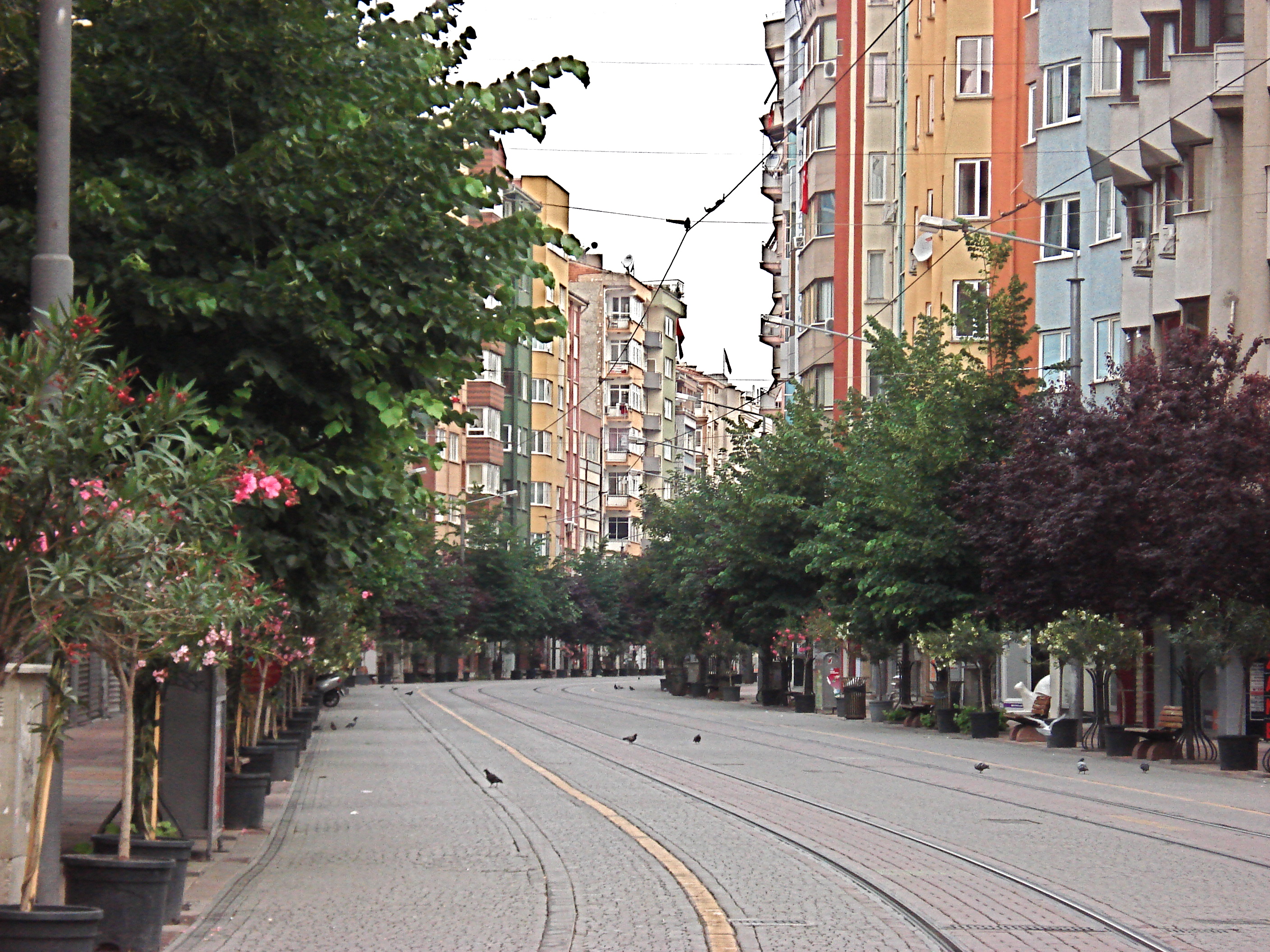
عرض من شارع الأطباء.

ظهر ارتفاع كبير في عدد السكان نتيجة هجرة السكان من بلغاريا إلى إسكي شهر والاستقرار فيها خصوصا في الفترة التي ما بين أعوام 1950- و 1955 وأيضا الفترة ما بين أعوام 1965- و 1970 . وفي عام 1950 كان عدد السكان 210 ألف نسمة ووصل في عام 1960 إلى 553 ألف نسمة. وفي عام 1970 كان عدد السكان 786 ألف نسمة ووصل في عام 1980 إلى 912 ألف نسمة. وفي عام 1990 كان العدد 1,3 مليون نسمة ووصل في 2010 إلي مليون ونصف المليون. وفقاً لنظام تسجيل السكان فإن عدد سكان المحافظة في عام 2009 وصل إلى 1.655,427 نسمة. وعدد السكان في مركز المحافظة هو 1.517.215 نسمة، وباقي المناطق والقري الأخرى يبلغ عددهم 138.212 نسمة. وتبلغ نسبة السكان في المدن 82% أما في القرى فتبلغ 18%. ونسبة زيادة معدل النمو السكاني السنوية في المحافظة 13,61 في الألف، حيث يزيد المعدل السكاني في المدينة بنسبة 21,41 في الألف وتبلغ في القري 9,52 في الألف. وعند النظر إلي معلومات عدد السكان نجد أن نسبة الهجرة من القرية إلي المدينة في ازدياد. وتبلغ كثافة السكان في العام 65 نسمة وترتفع في مركز المدينة لتصل إلى 495 نسمة.
ووفقا لتقرير الأمم المتحدة فإن إسكي شهر تأتي في المرتبة الثانية من ناحيه حسن المعيشة.

تعداد السكان في إسكي شهر 1927-2000.
التركيبة السكانية لإسكي شهر

## الموارد الجوفية

### مياه الكلاباك
هذه المياه هي مصدر مياه الشرب المحدده لإسكي شهر. ولم يُعجب مصطفى كمال أتاتورك بهذا الماء عند اكرامه به أثناء جولته، وأعطي قرار بالبحث عن مصدر أخر للمياه، وفي عام 1936 تم العثور علي مياه في سفوح جبال التركمان وتم إحضارها إلي المدينة. وكانت المياه تباع سابقاً من خزانات المياه. وفي السنوات الأخيرة كان يتم التوزيع بنظام الزجاجات الكبيرة. وطبقاً لنتائج التحاليل التي قامت بها وزارة الصحة التركية في عام 2013 فإنهم أجروا 115 تحليل علي مياه الشرب واتضح أن 3 شركات فقط من بين 10 شركات تنتج مياه صالحه للشرب.

### الاسبيوليت

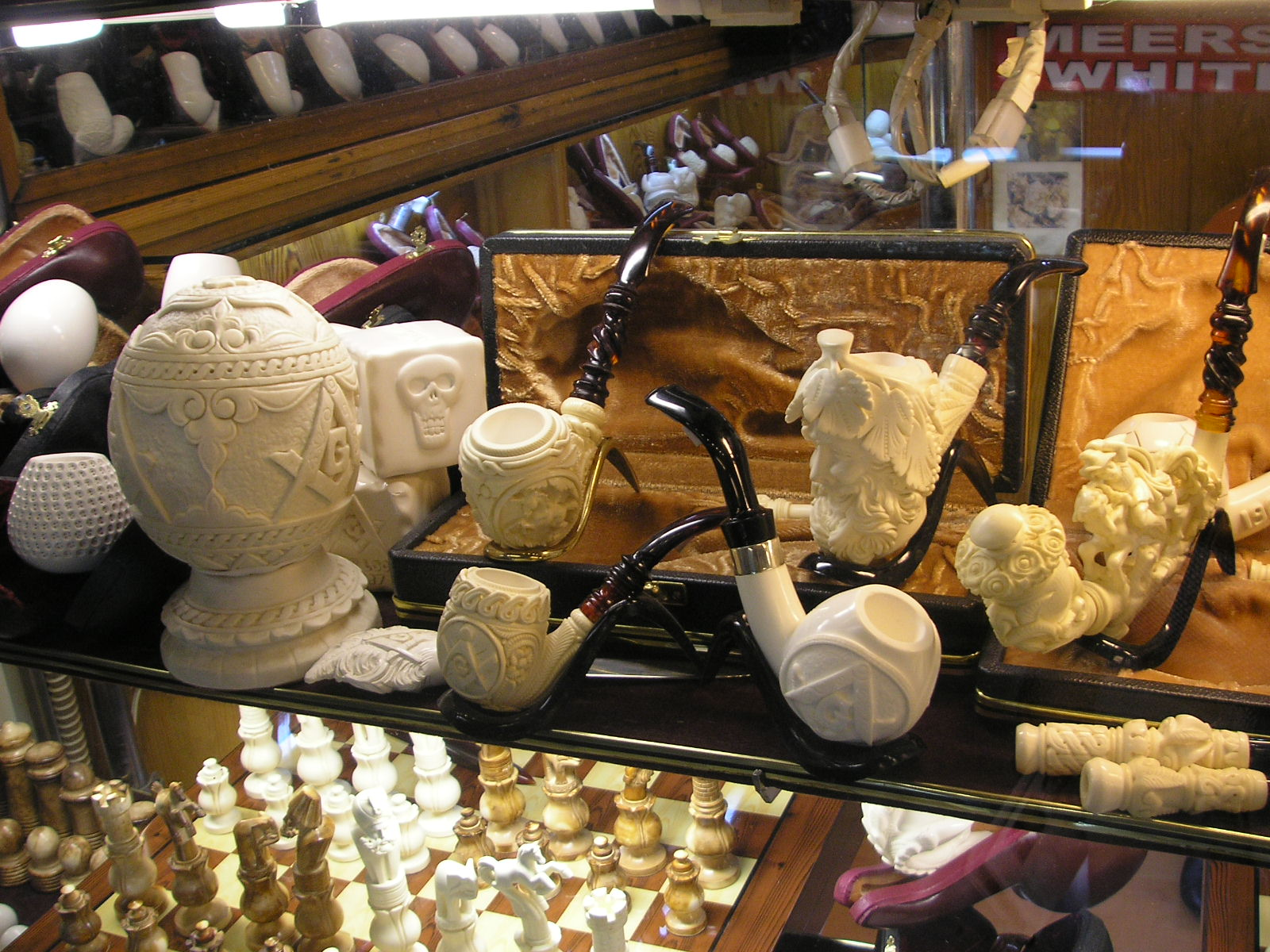
منتجات الاسبيوليت.

أعمال الاسبيوليت في تركيا توجد فقط في إسكي شهر. ويُقيم الاسبيوليت بمثل هذه الأسماء الذهب الأبيض، وزبد البحر، وحجر إسكي شهر ويخرج بأشكال وألوان ذات معني. ومكونات الاسبيوليت الأساسية هي مغنسيوم وسليكون (عنصر كيميائي) ويمتزجان في طبقات مختلفة من أعماق الأرض، وبسبب التأثيرات الهيدروحرارية تصبح في النهاية أحجار كريمة. ورصد معدن يشبة الاسبيوليت في اليونان ومورافيا وفرنسا وإسبانيا وإيران والولايات المتحدة الأمريكية.
ويوجد حجر الاسبيوليت في إسكي شهر في قرى جوك تاشاوغلو وكاراتاپا وصاري كڤاك وترك مانتوكات في عقيدات منتشرة في الطبقات المتحولة علي عمق 300 متر من سطح الأرض.
وقد أظهرت دراسات علم الآثار أن الاسبيوليت عُرف قبل حوالي 5 ألاف سنة وتم استخدامه لإهداف مختلفة. وفي أيامنا هذه يُستخدم الاسبيوليت في الزينة ويستخدم خصيصاً في صناعة غليون التدخين. وعلاوة على ذلك يستخدم كمواد عازلة على المركبات الفضائية لأجل امتصاص الأشعة.

### البورون

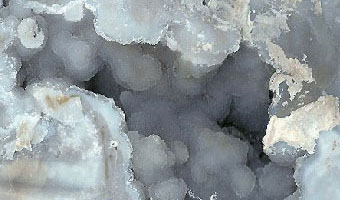
العقيق الأزرق.

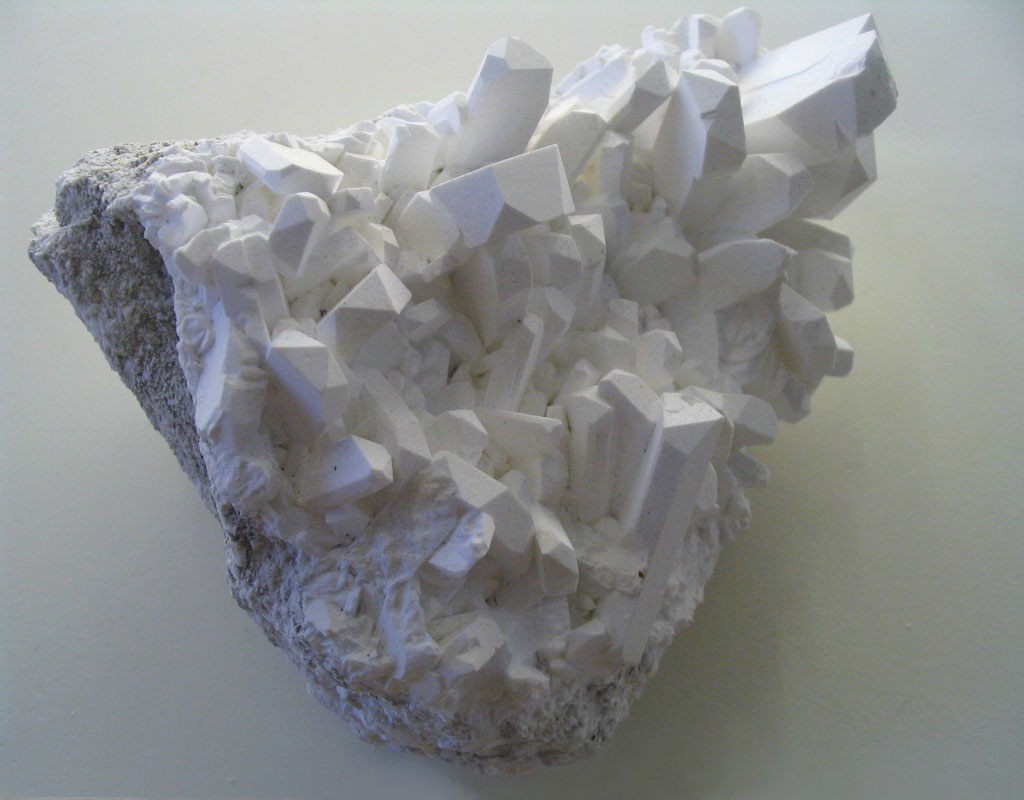
بلورات البوراكس.

توجد في إسكي شهر احتياطات كبيرة من البورون. هو عنصر فلزي ثلاثيّ التّكافؤ. ويتواجد البورون بوفرة عالية في ملح بورات الصوديوم (أو بوراكس). وتوجد في إسكي شهر معادن أخرى مثل برليت وعقيق أبيض وكروم وثوريوم والمغنسيوم والتوريت.

## وسائل المواصلات

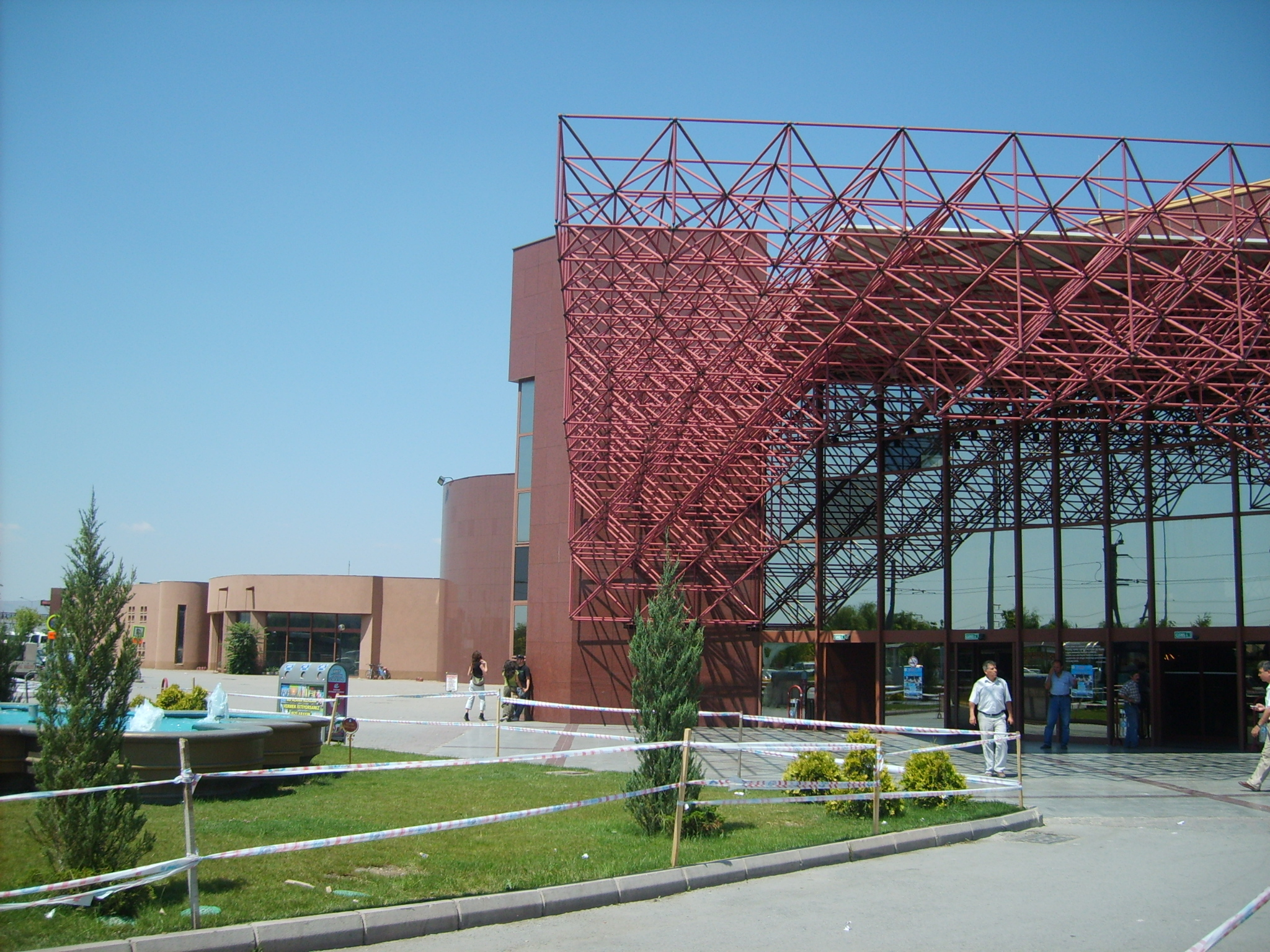
افتتاح أول محطة حافلات حديثة في عام 1994 في إسكي شهر.

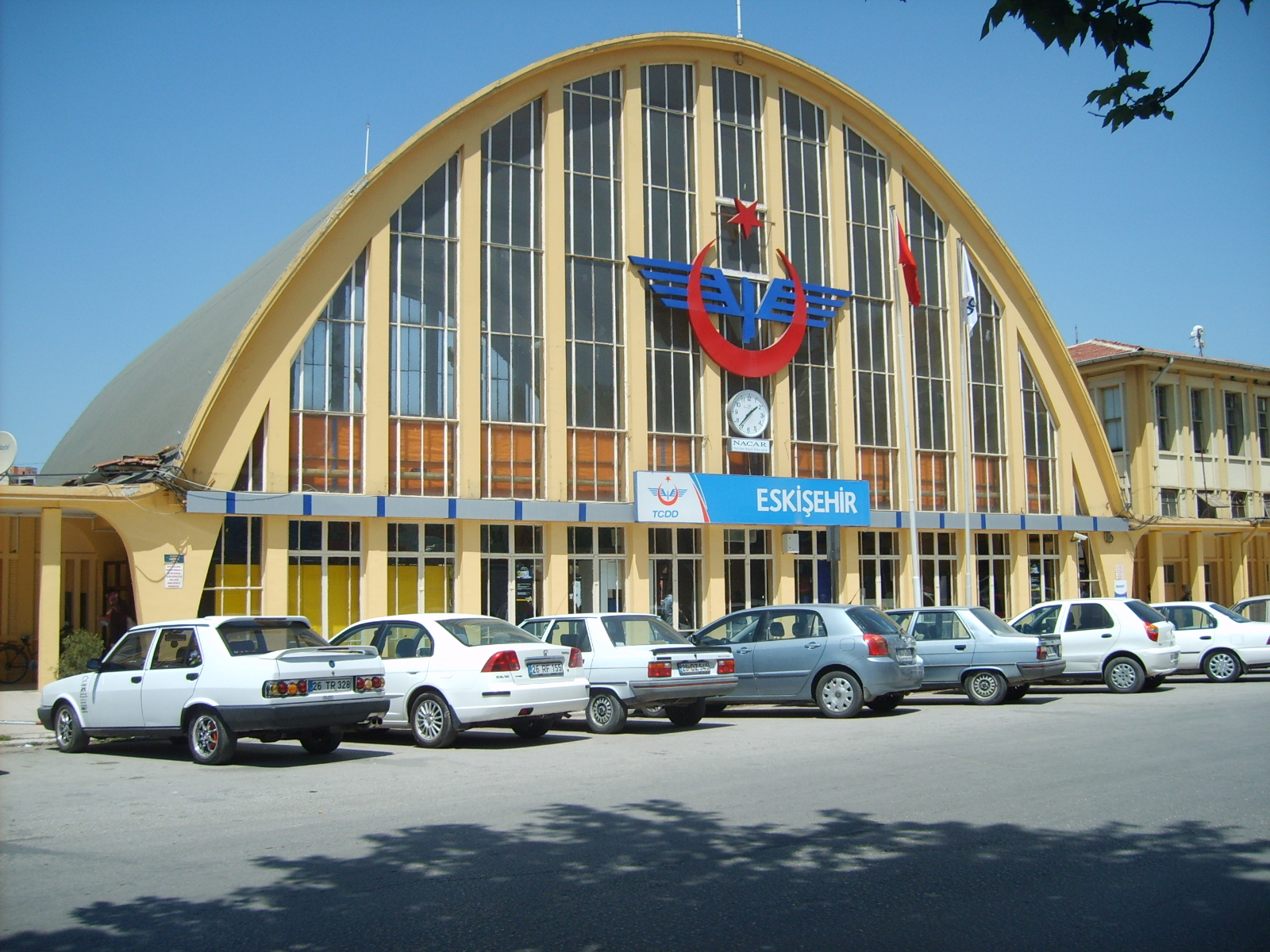
محطة إسكي شهر.

### القطار عالي السرعة

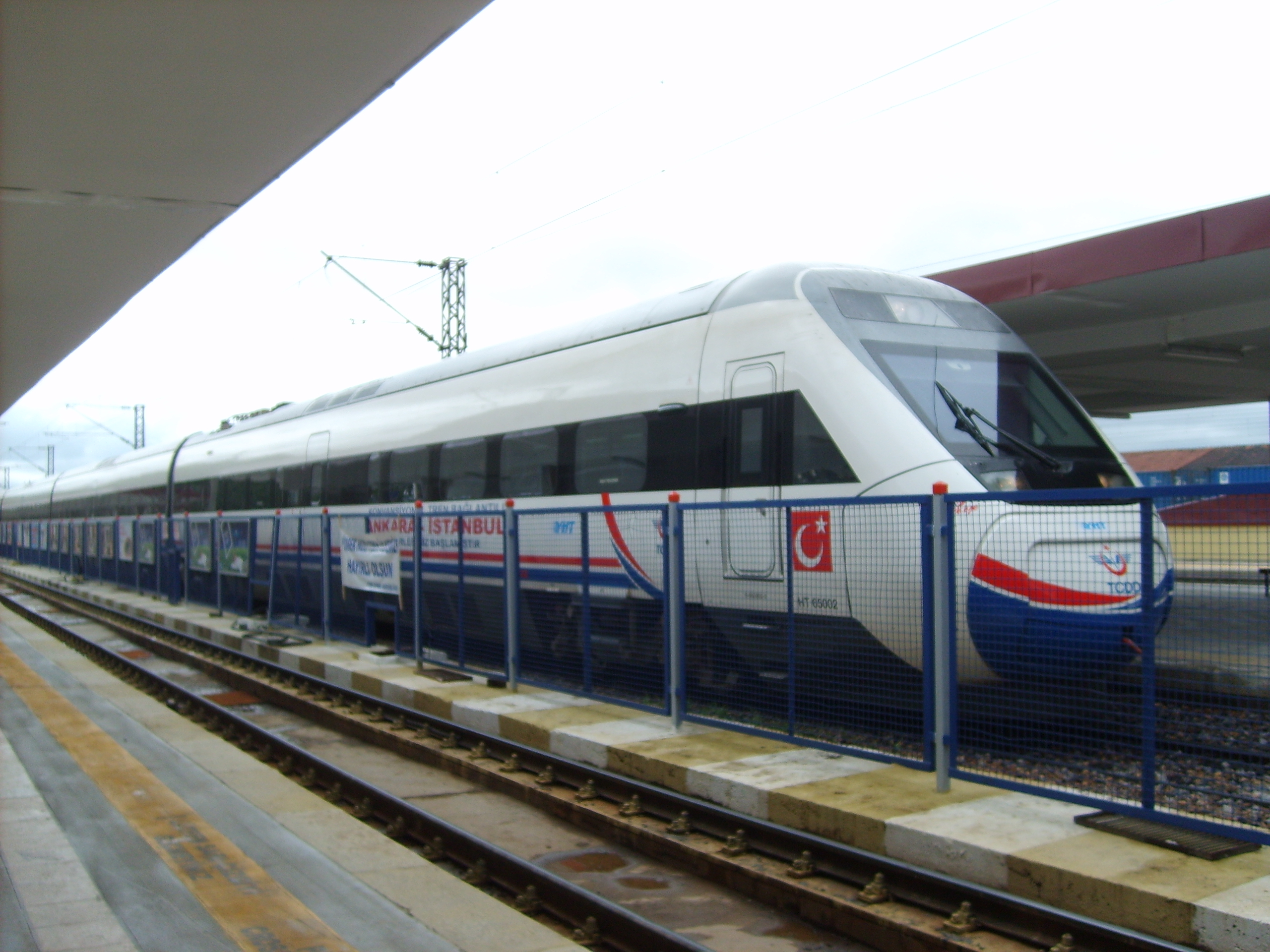
قطار إسكي شهر -انقرة السريع في المحطة.

### الموصلات داخل المدينة

وسيلة مواصلات مهمة داخل المدينة.

## الاقتصاد والصناعة

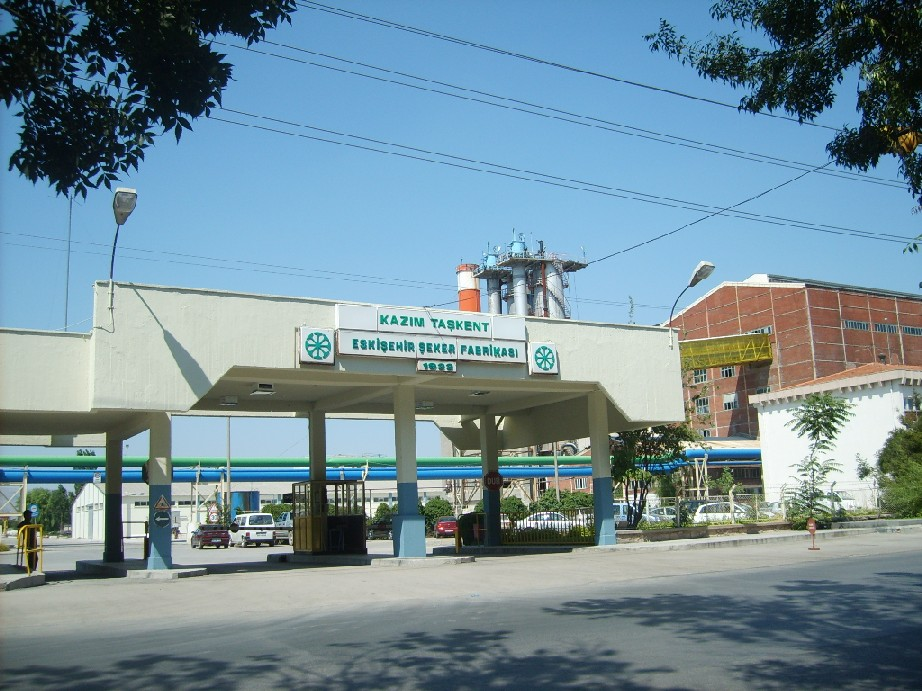
مصنع السكر من أول المصانع التي أُنشئت في إسكي شهر في عام 1939.

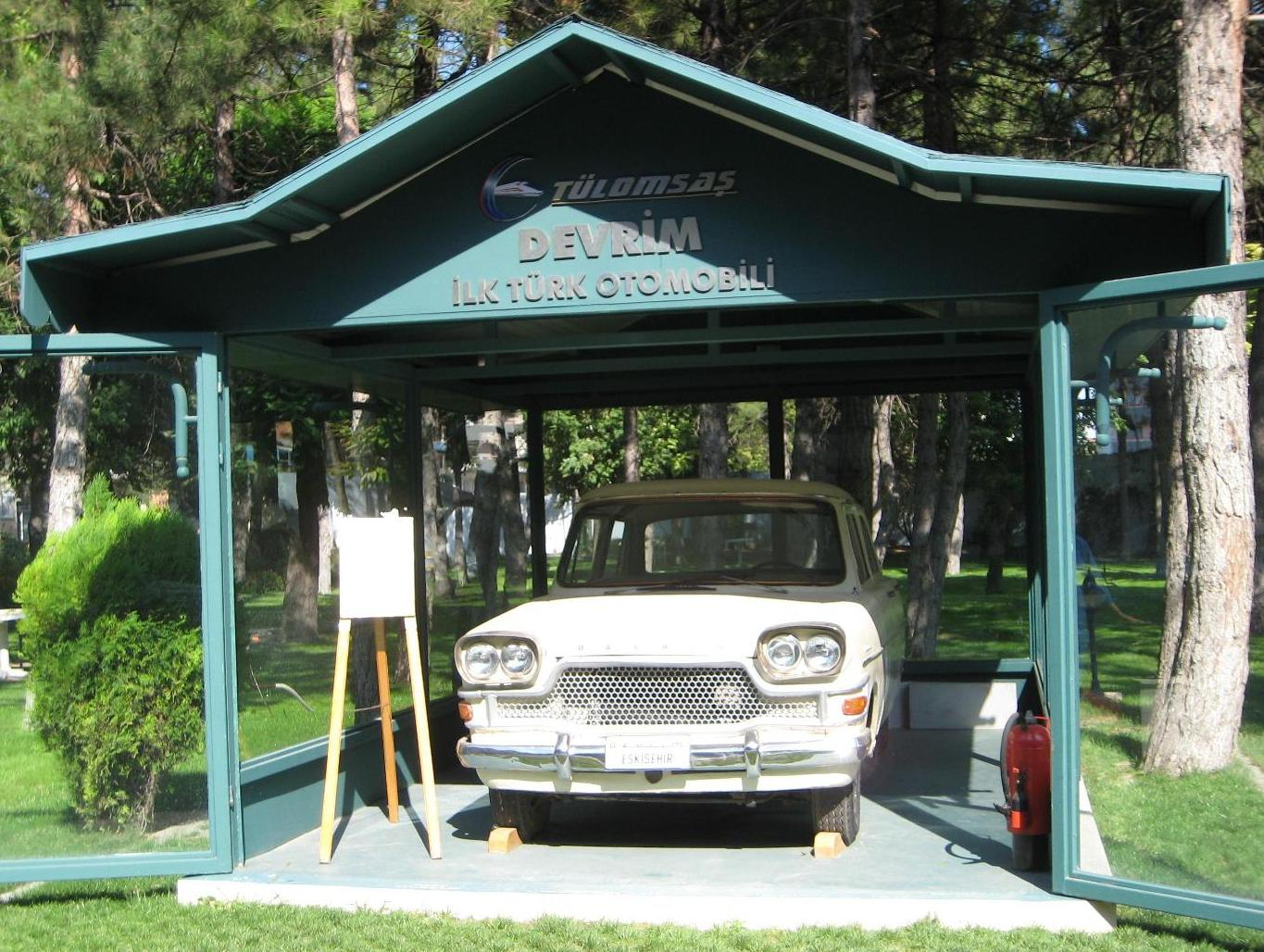
أول سيارة تركية أُنتجت في Tülomsaş.

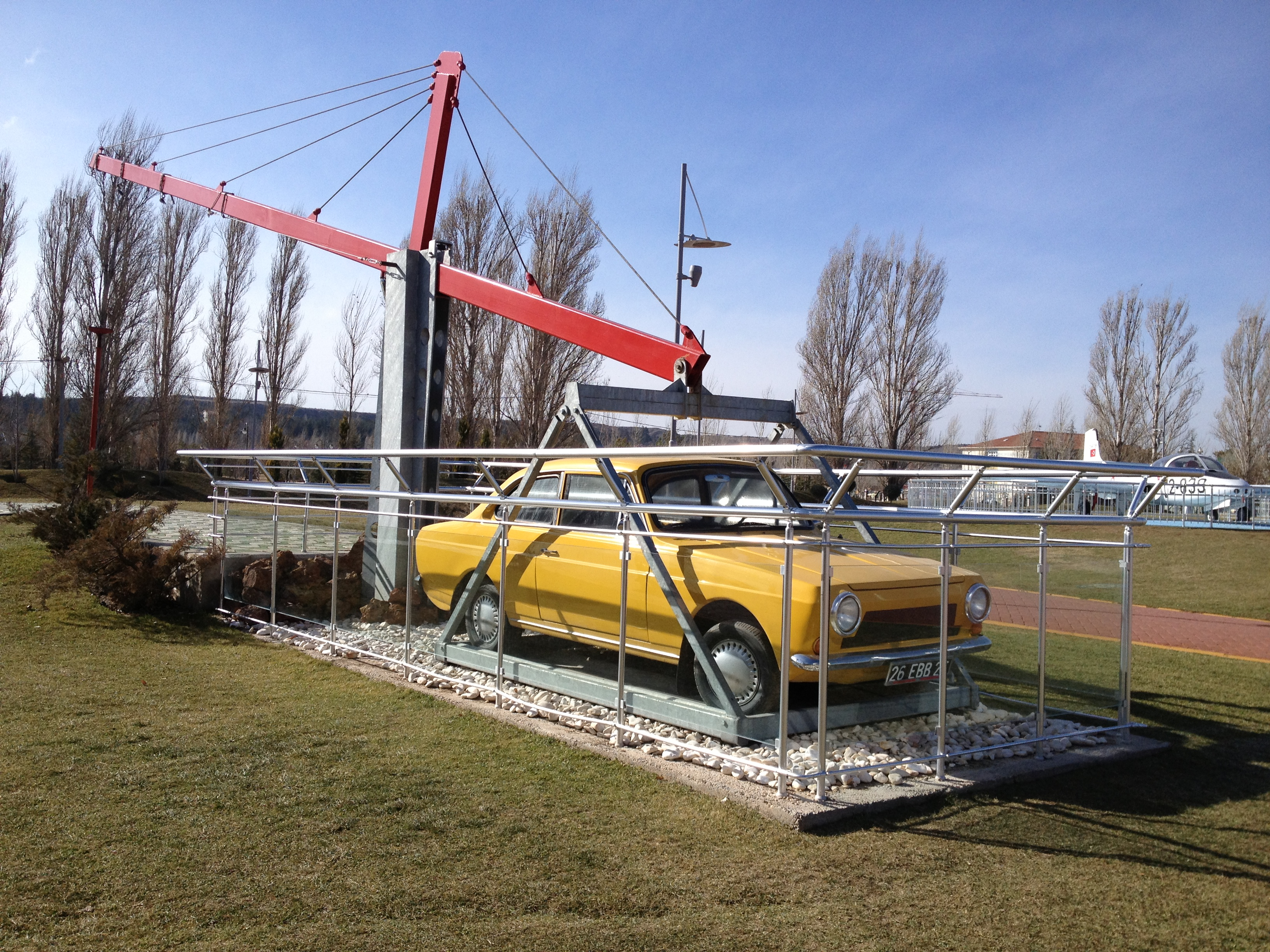
مركز التجارب العلمية في إسكي شهر.

## الثقافة والفن

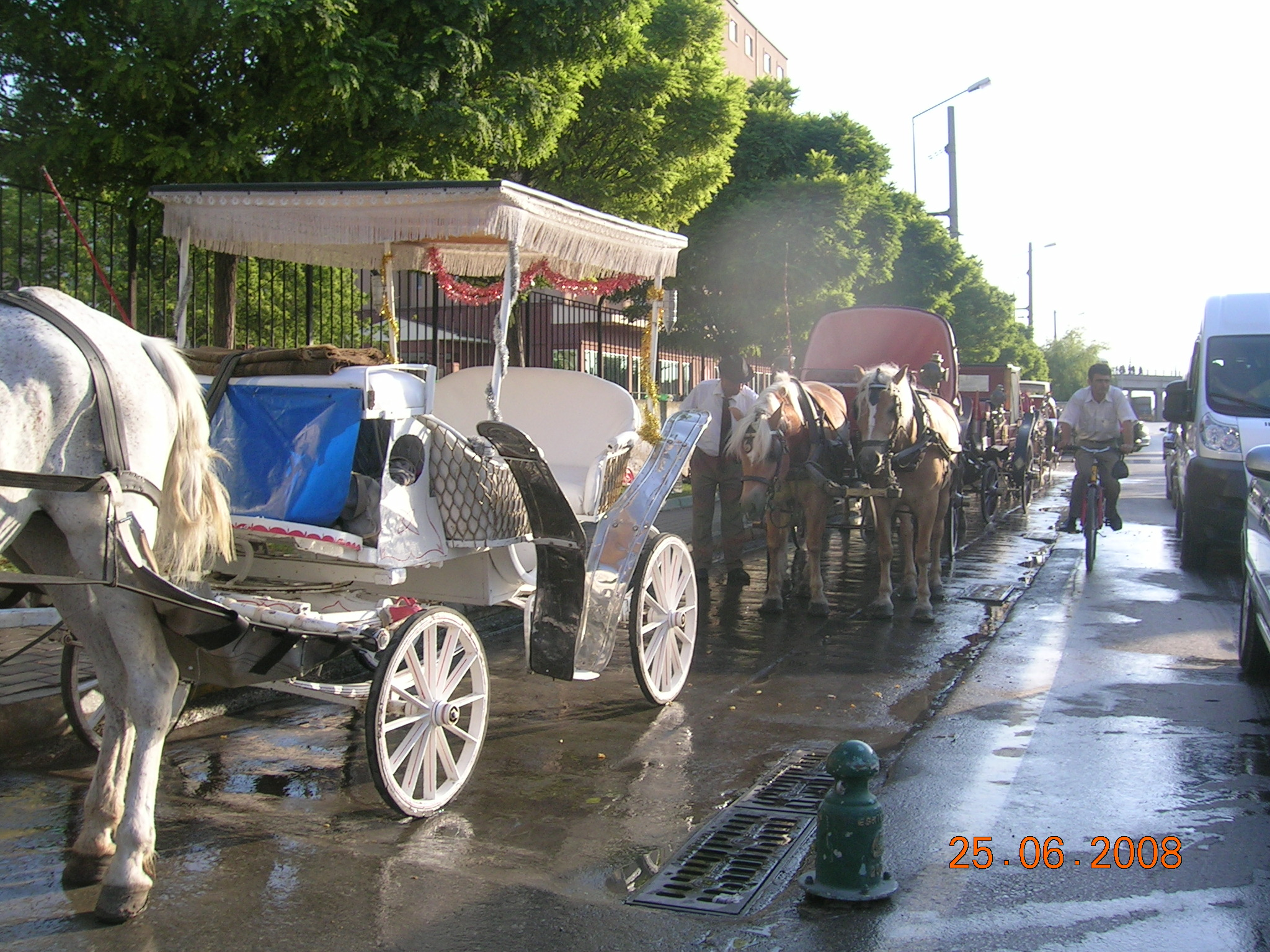
الحنطور أمام مركز شباب الهال.

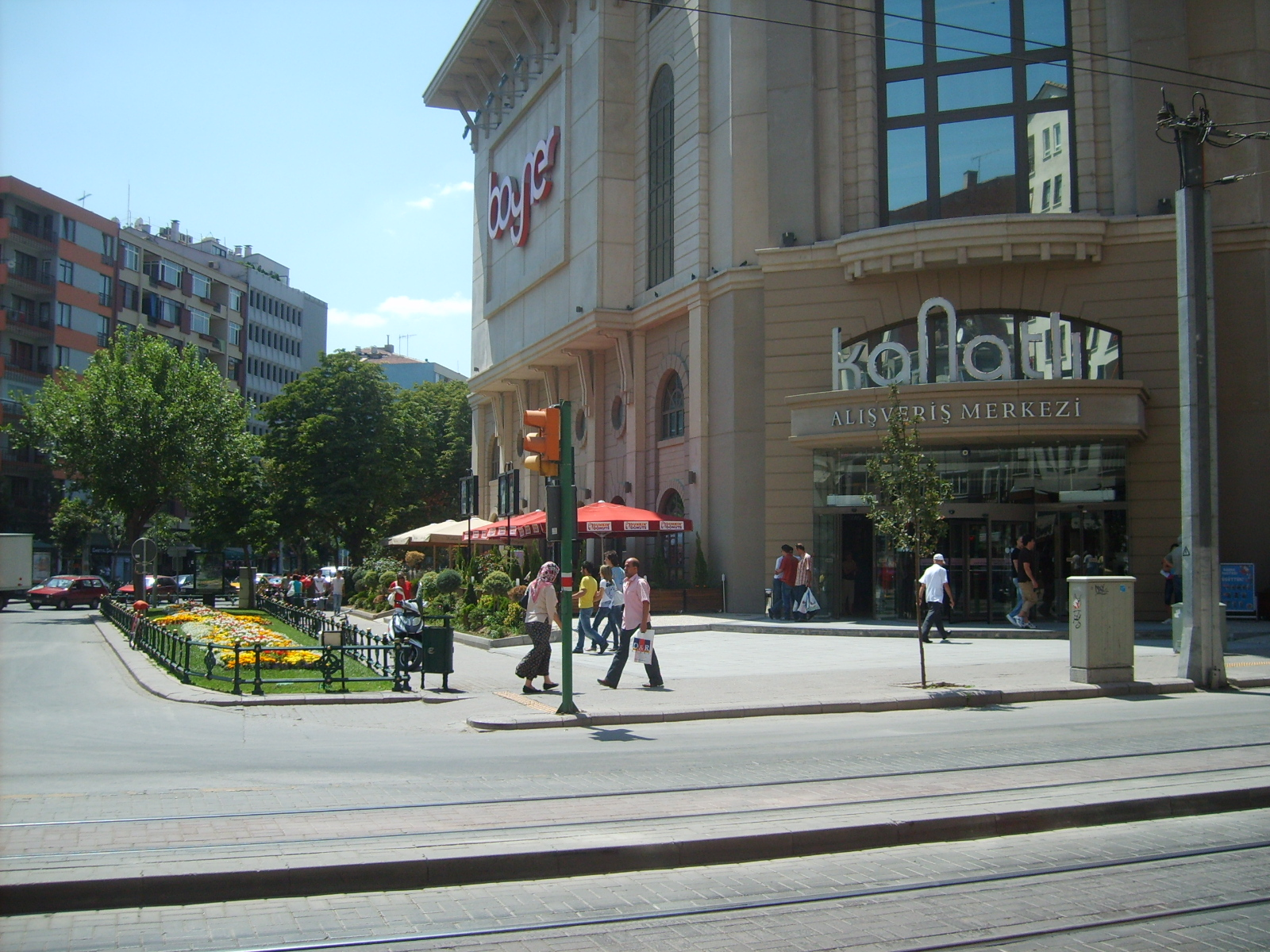
مركز Kanatlı AVM علي رأس الشارع.

### مهرجان إسكي شهر القومي

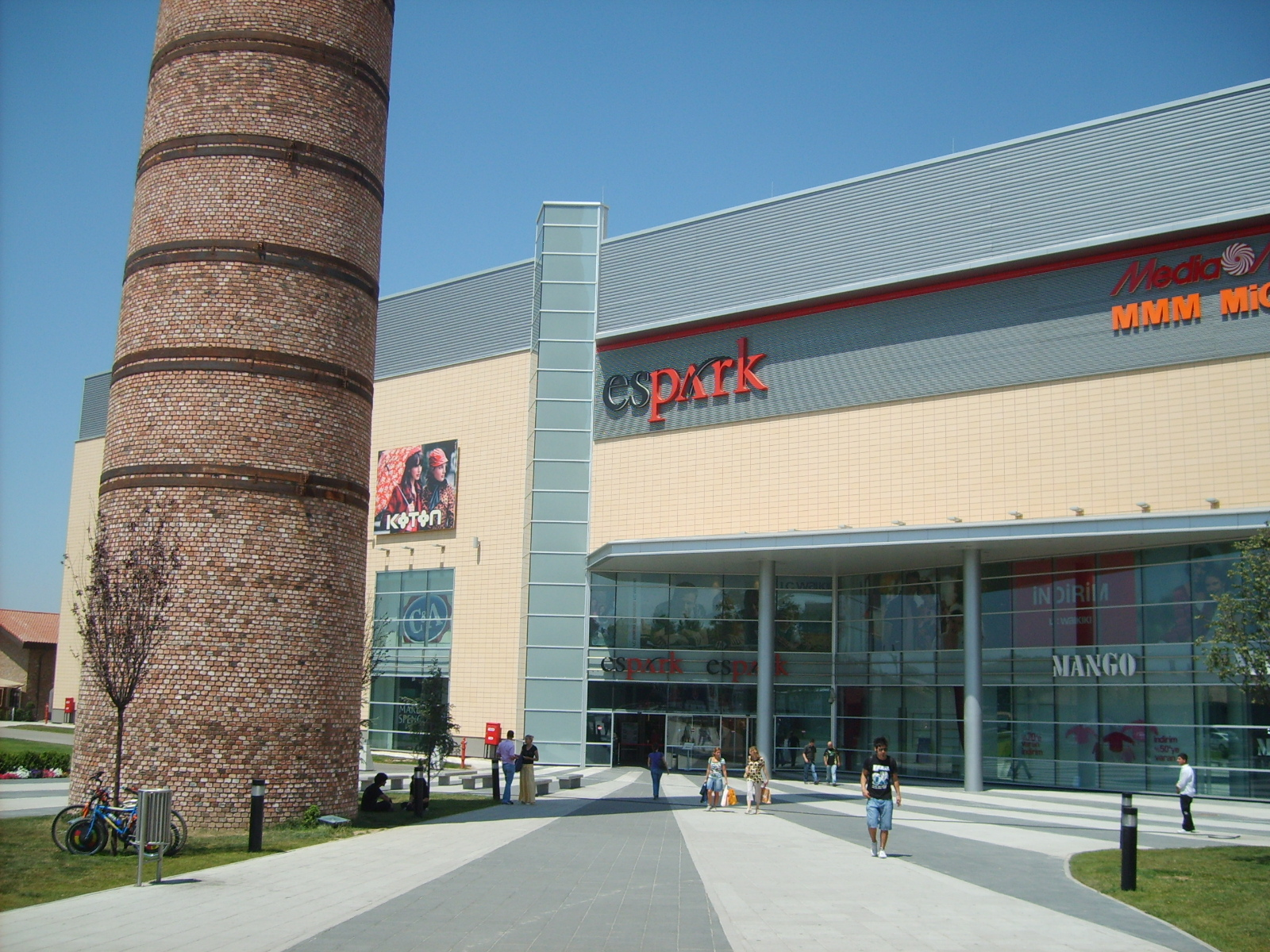
مصنع البلاط القديم.

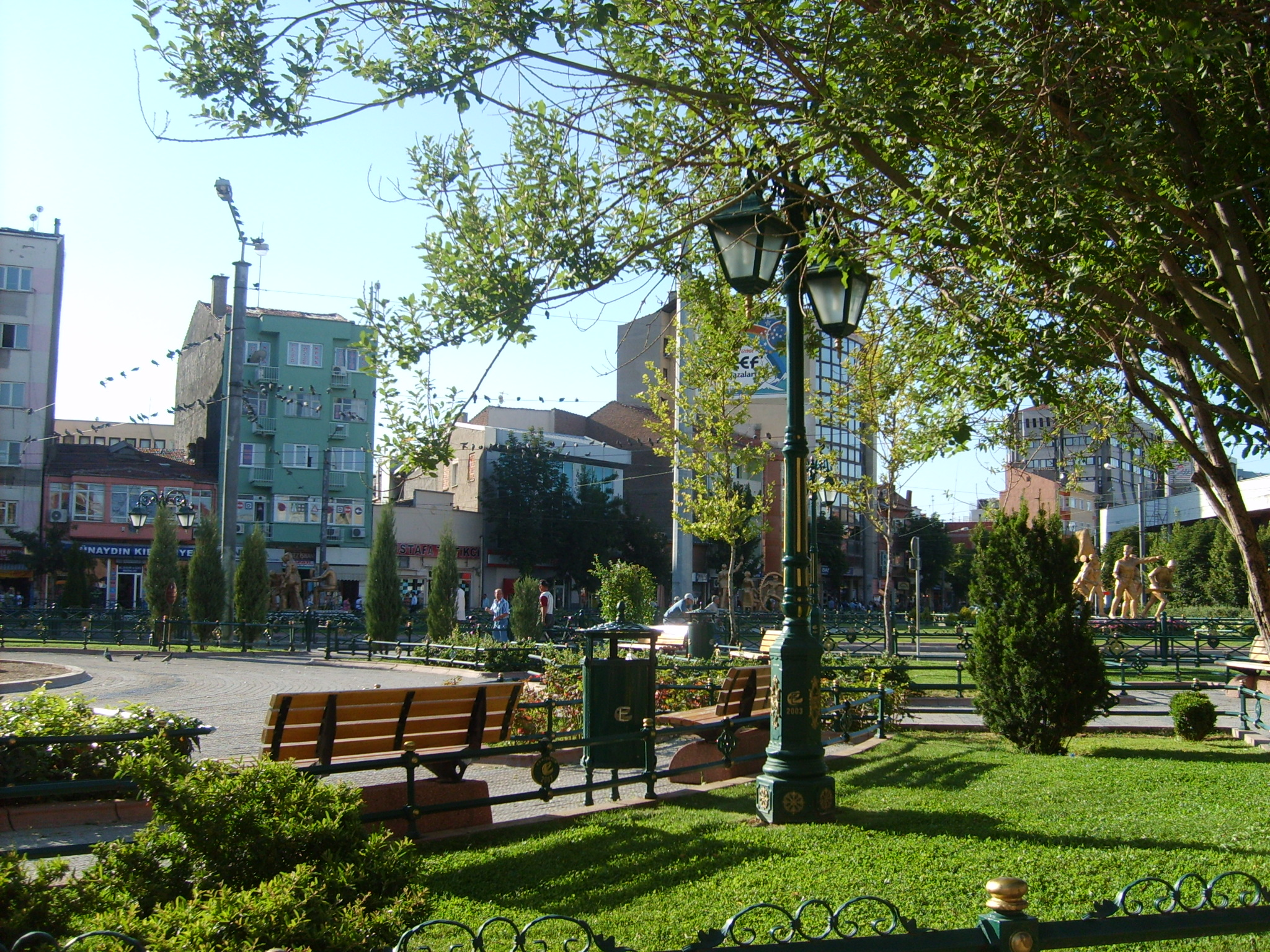
منظر من إسكي شهر.

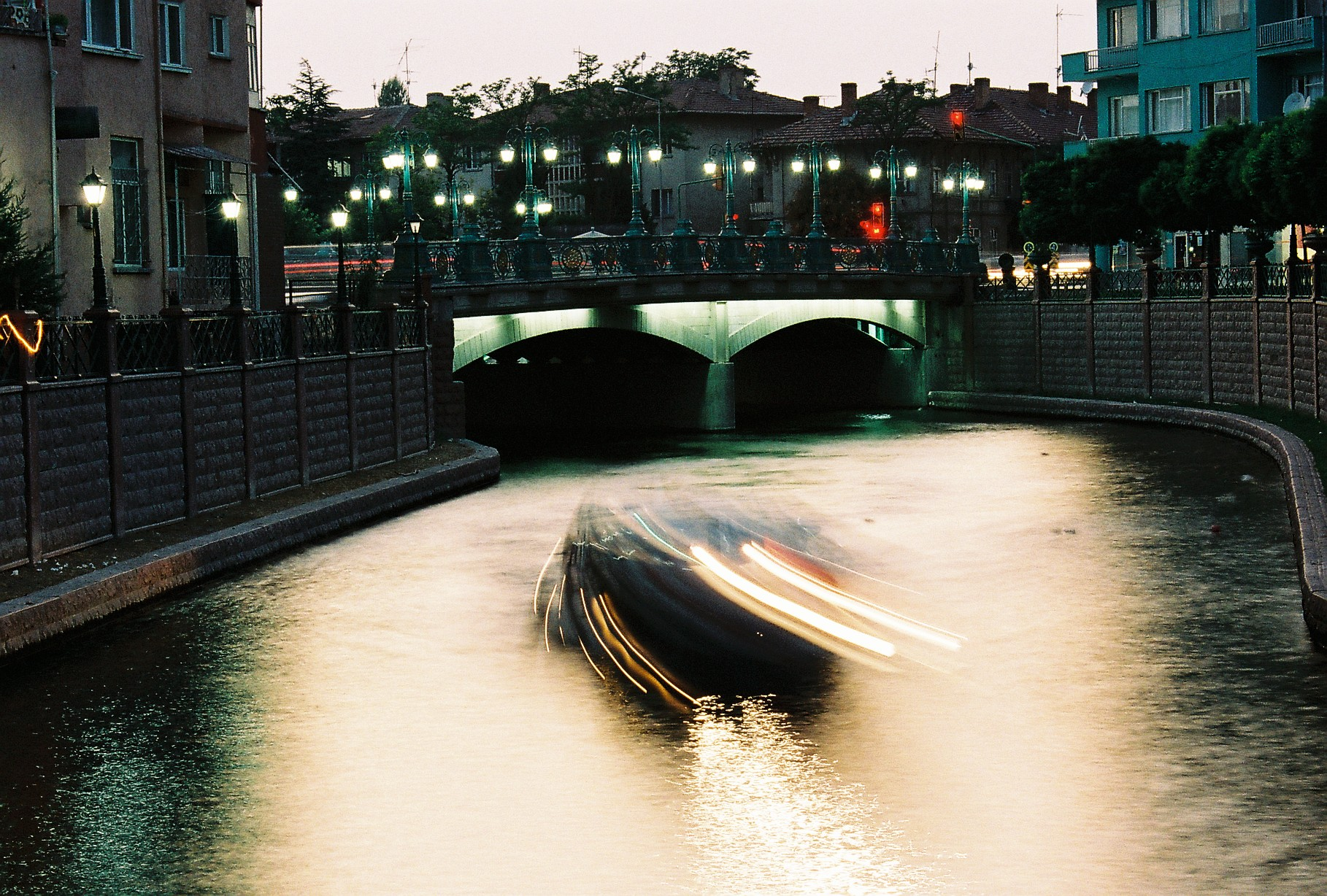
نزهه في نهر البورسك.

### حياة الترفيه

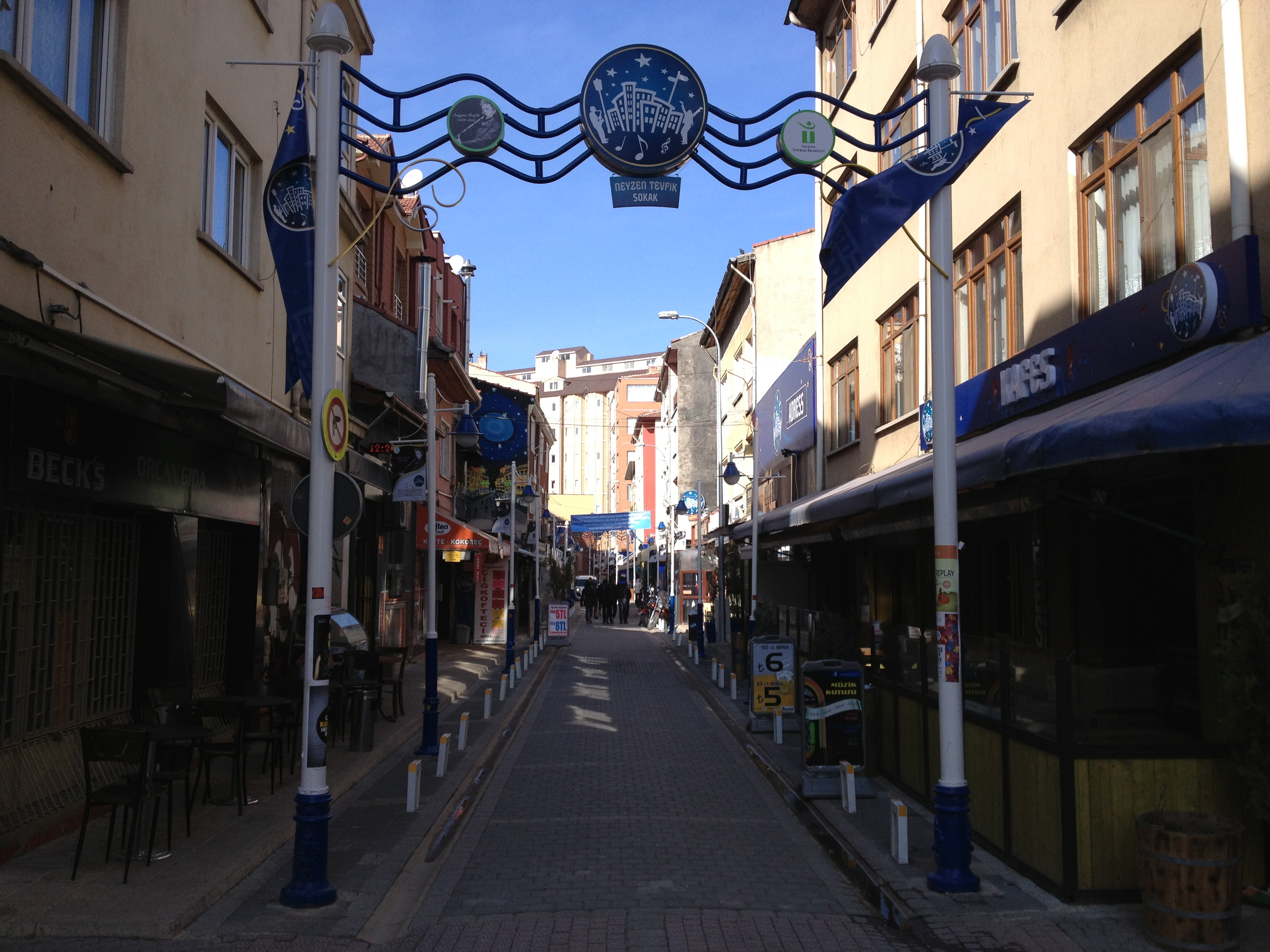
شارع نايزين توفيق المعروف بشارع الخمارات في إسكي شهر.

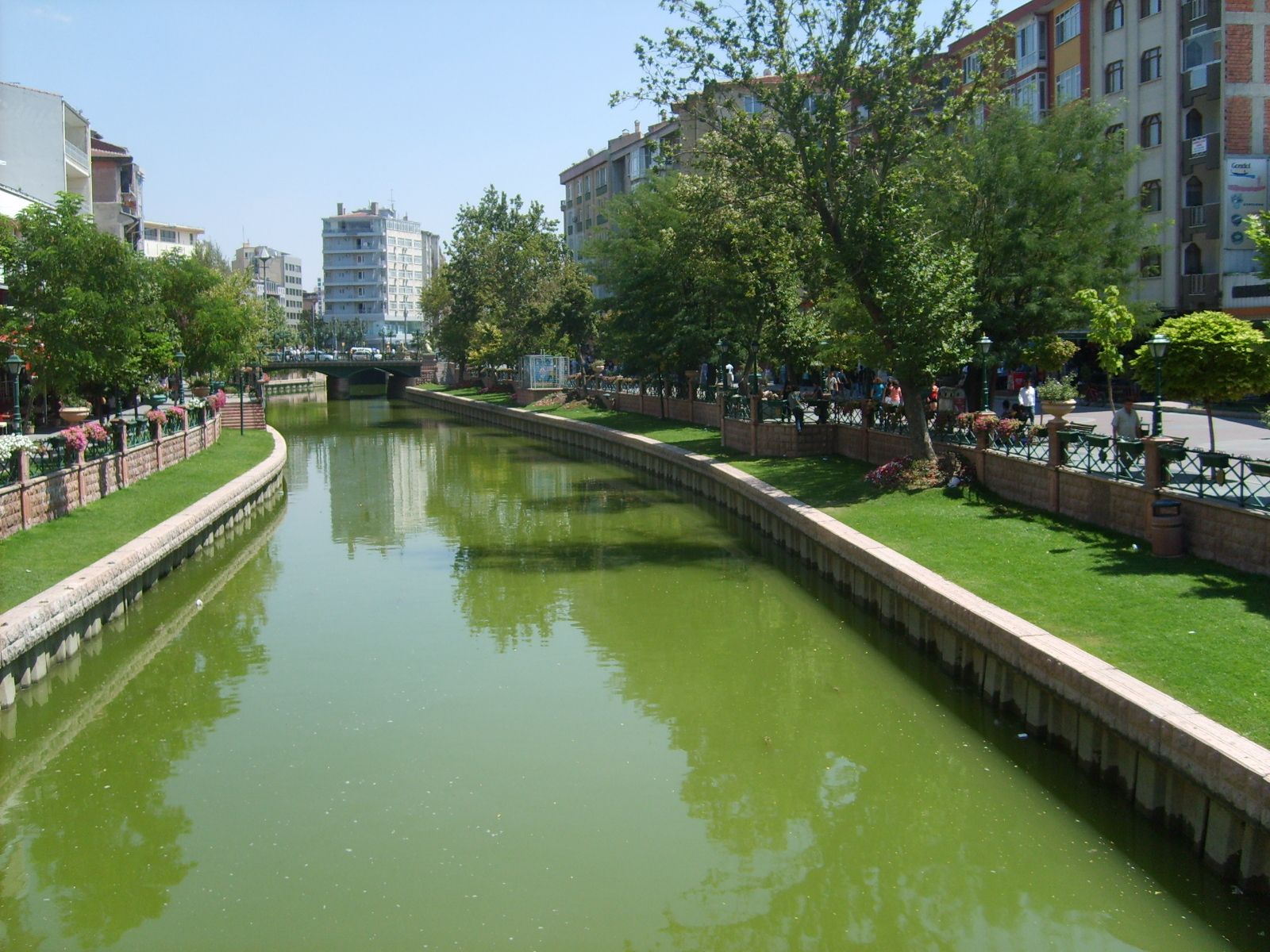
منظر من منطقة الجزر.

### النشاطات المحلية

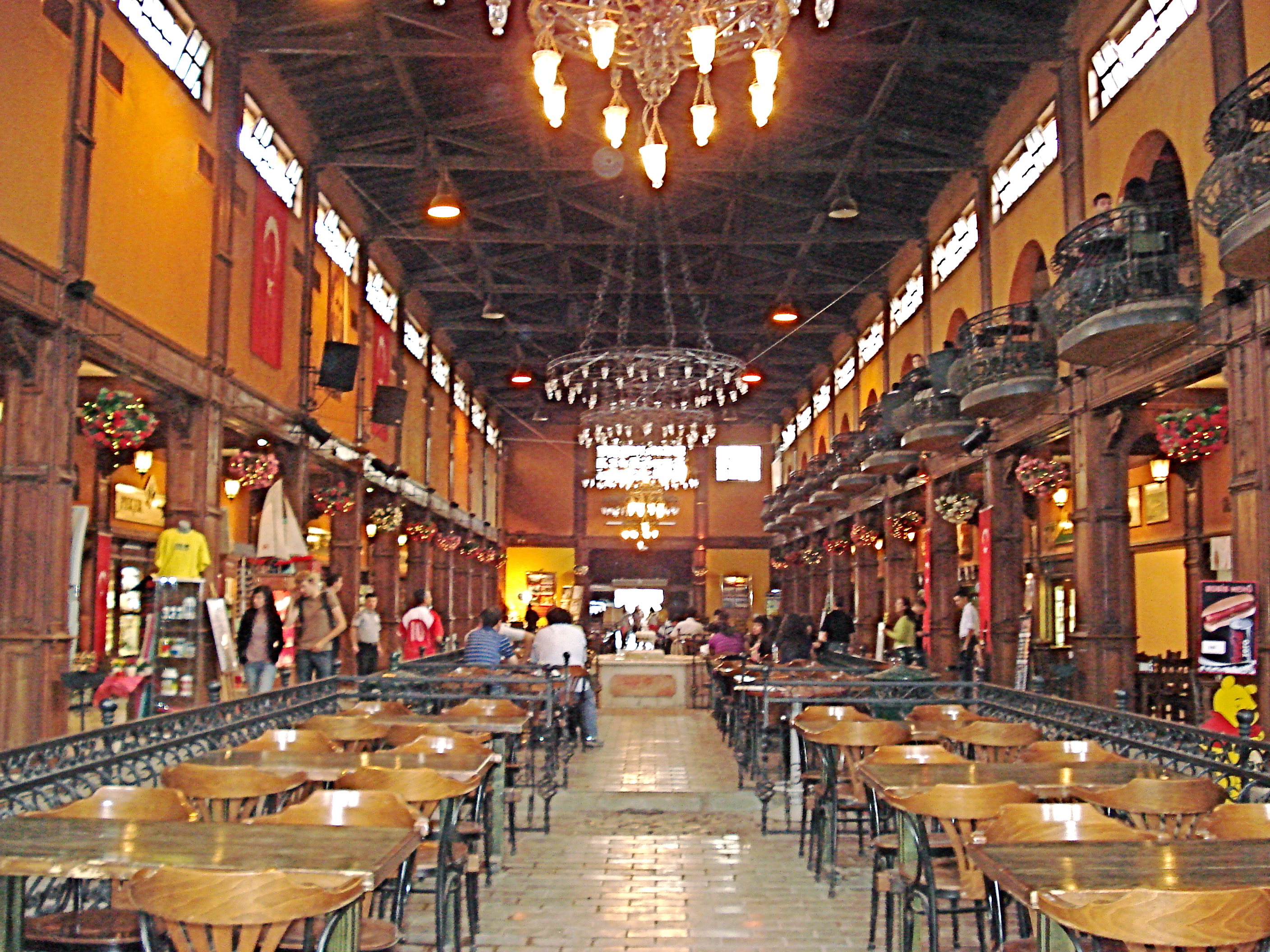
مركز شباب الهال.

### الأطعمة المحلية

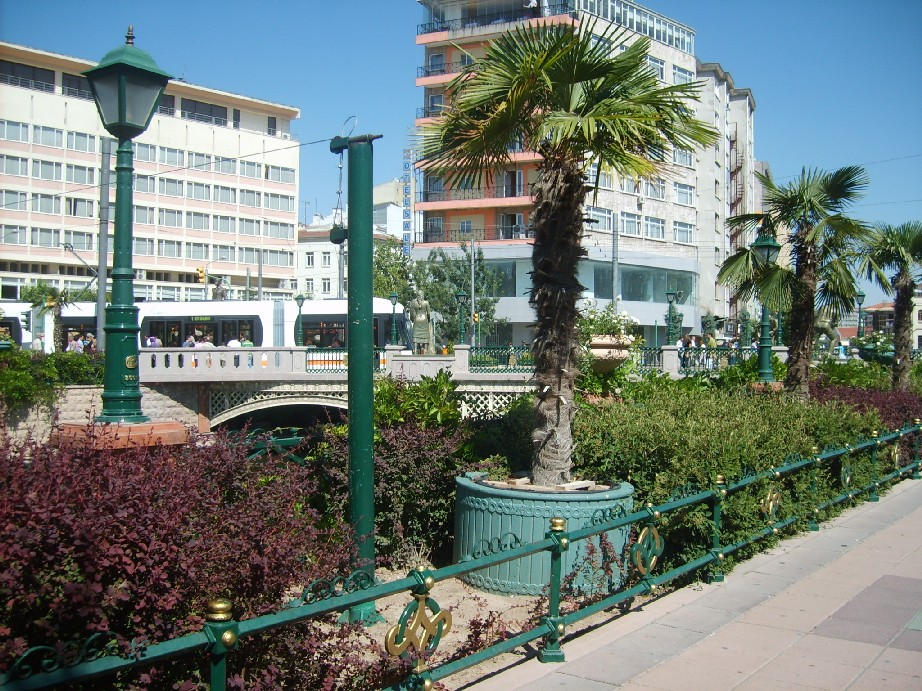
جسر التروماي.

### وادي الفريج

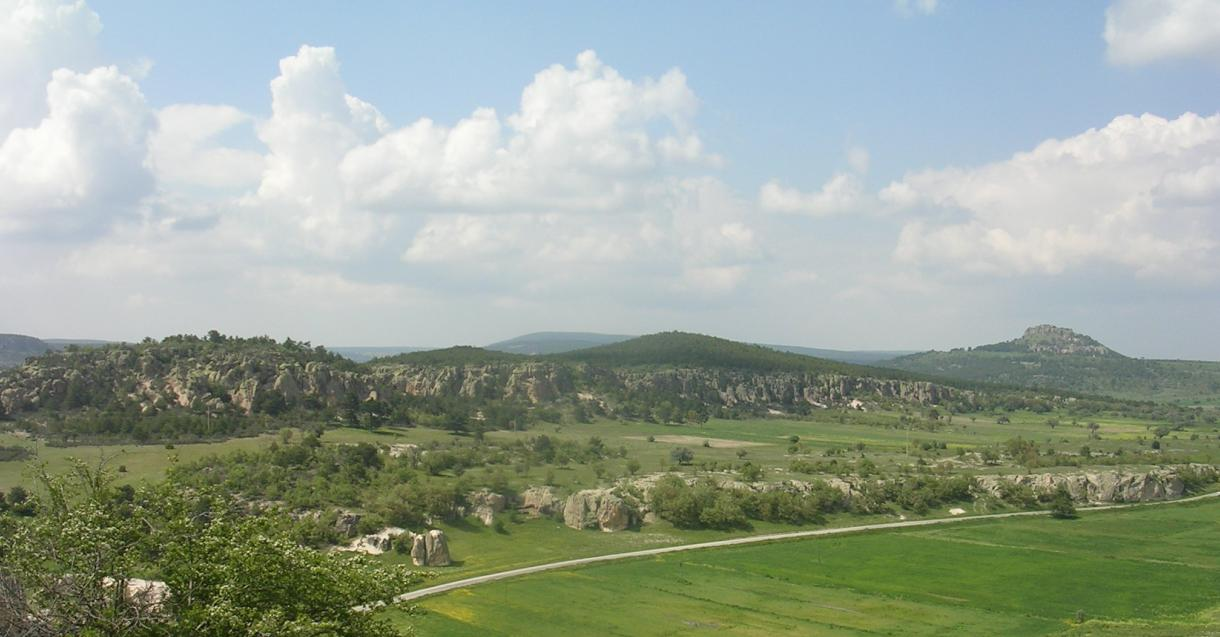
وادي الفريج (يظيل قايا).

### منازل الأُودن پاظاري

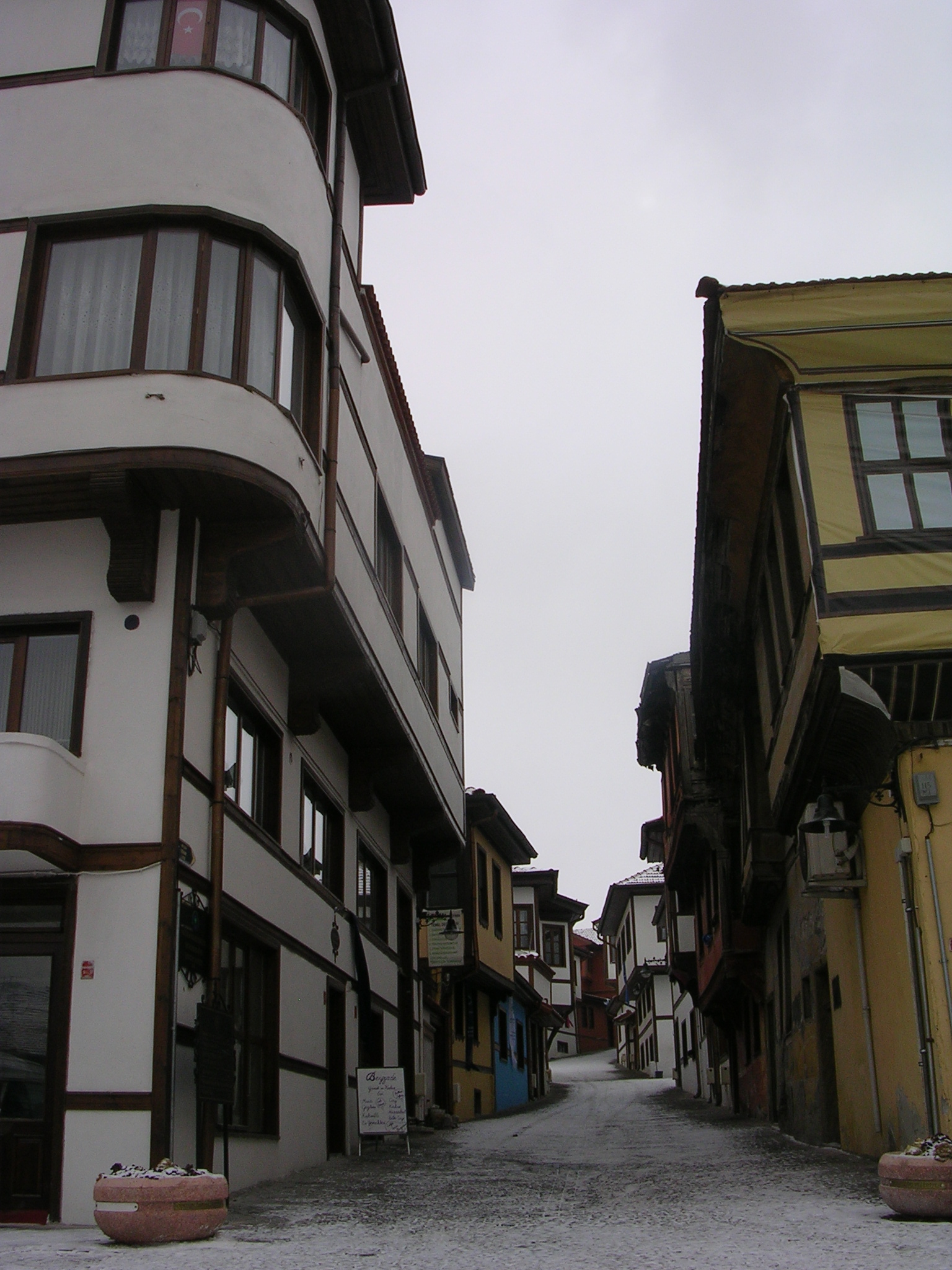
منازل الأدون پاظاري في إسكي شهر

### أماكن التنزه

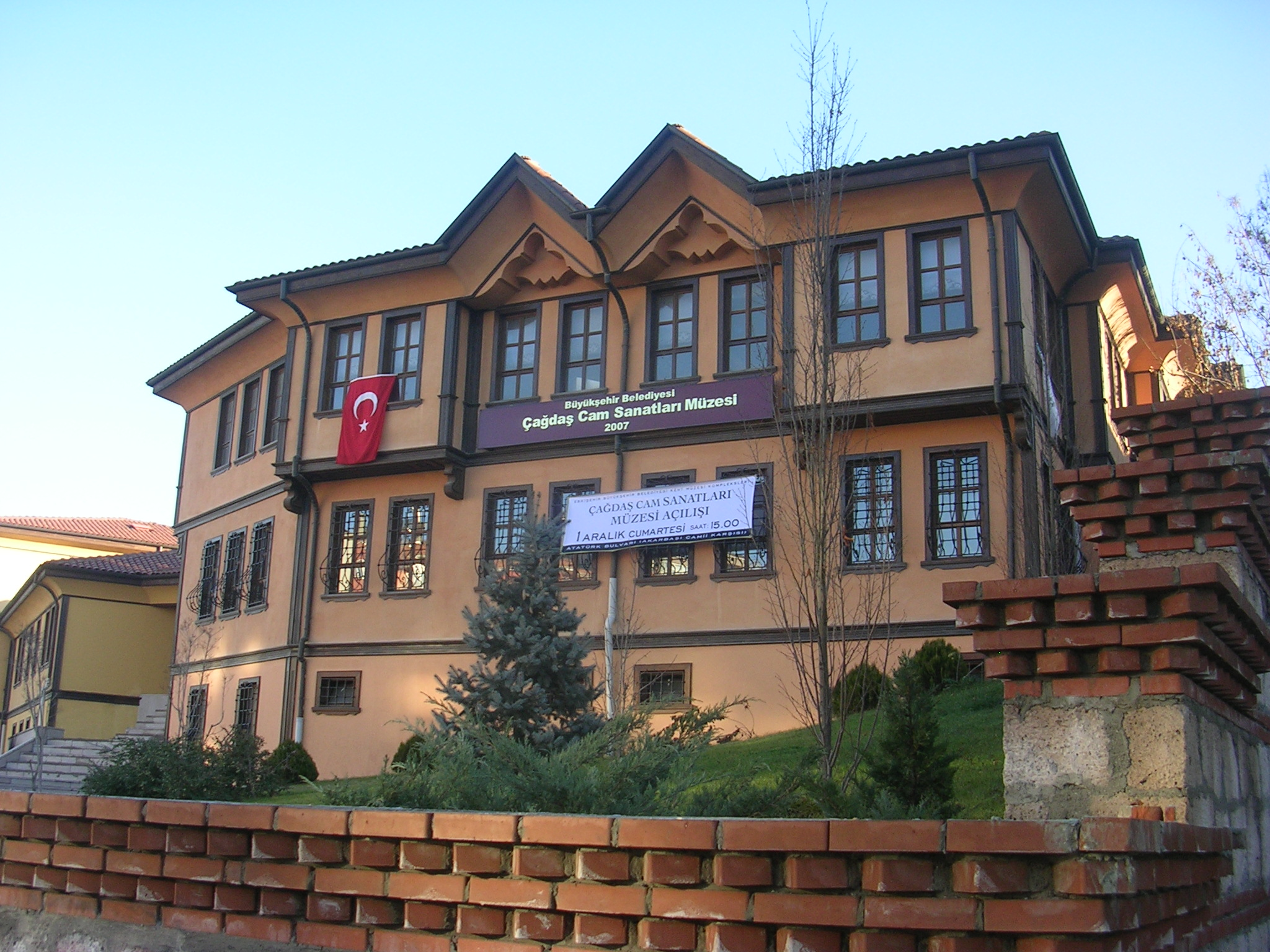
متحف فن الزجاج المعاصر.

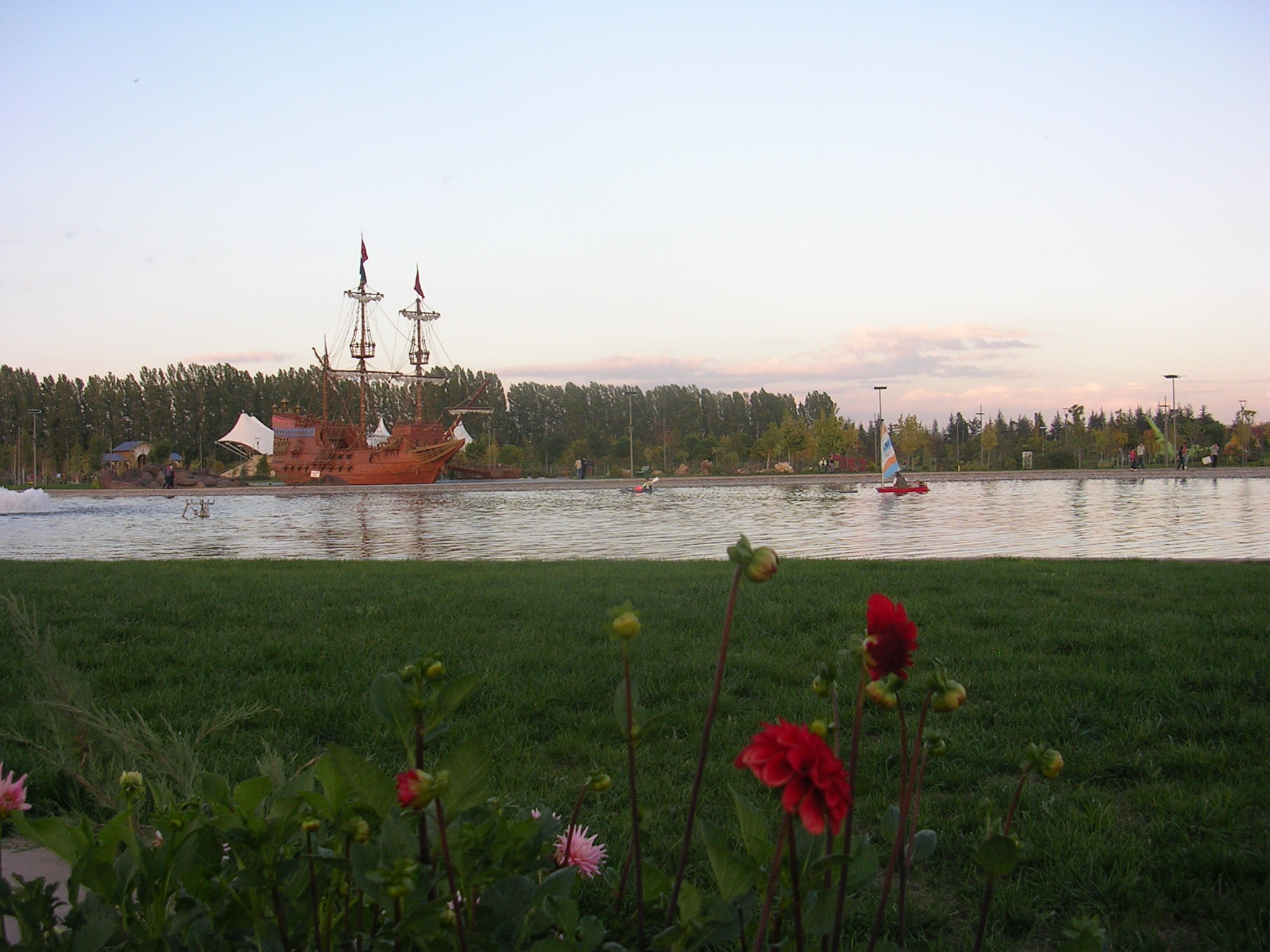
حديقة العلوم والفنون.

### المتاحف

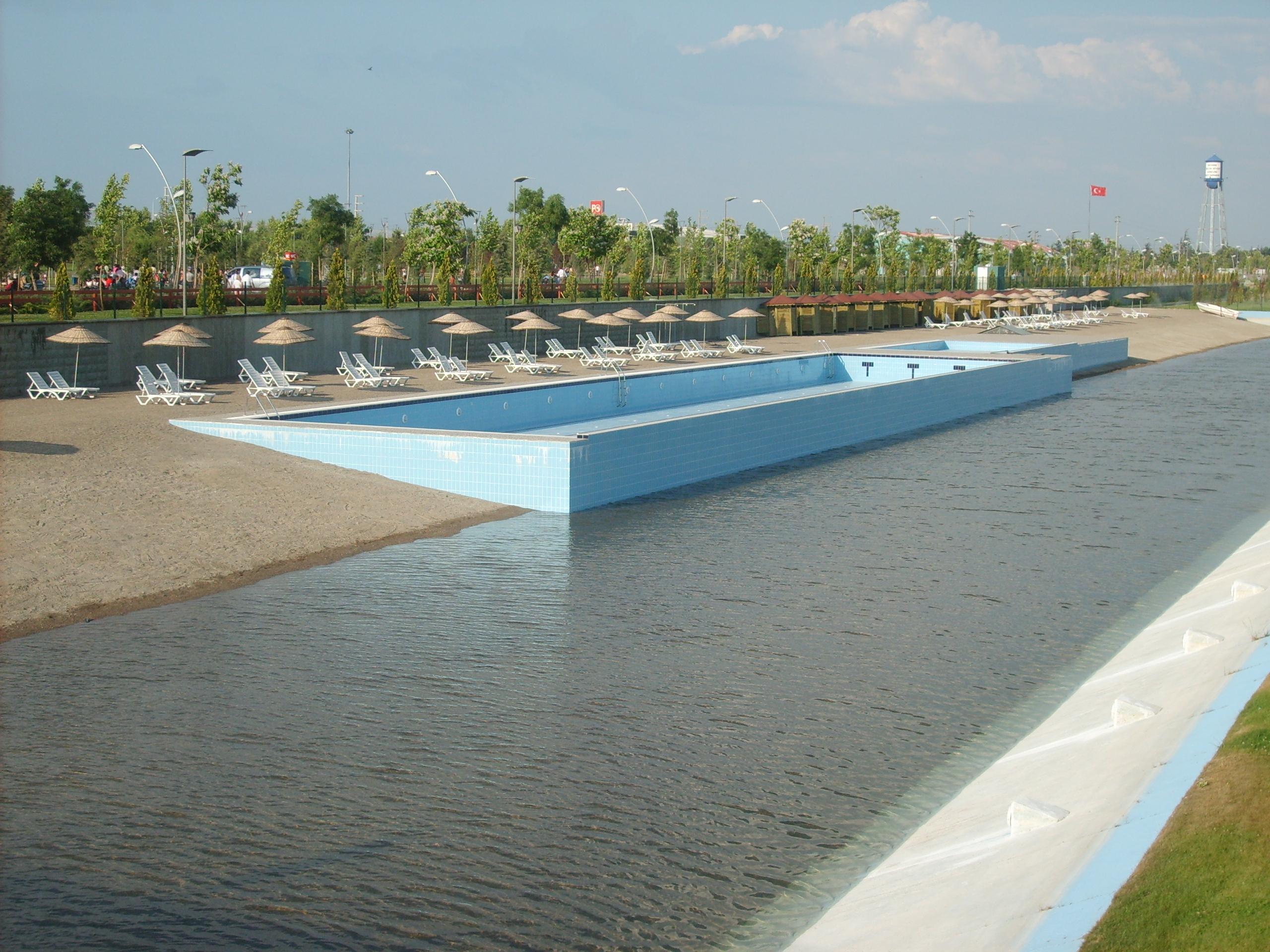
المسبح الأولمبي والشاطئ الموجود في حديقة المدينة.

### الحدائق

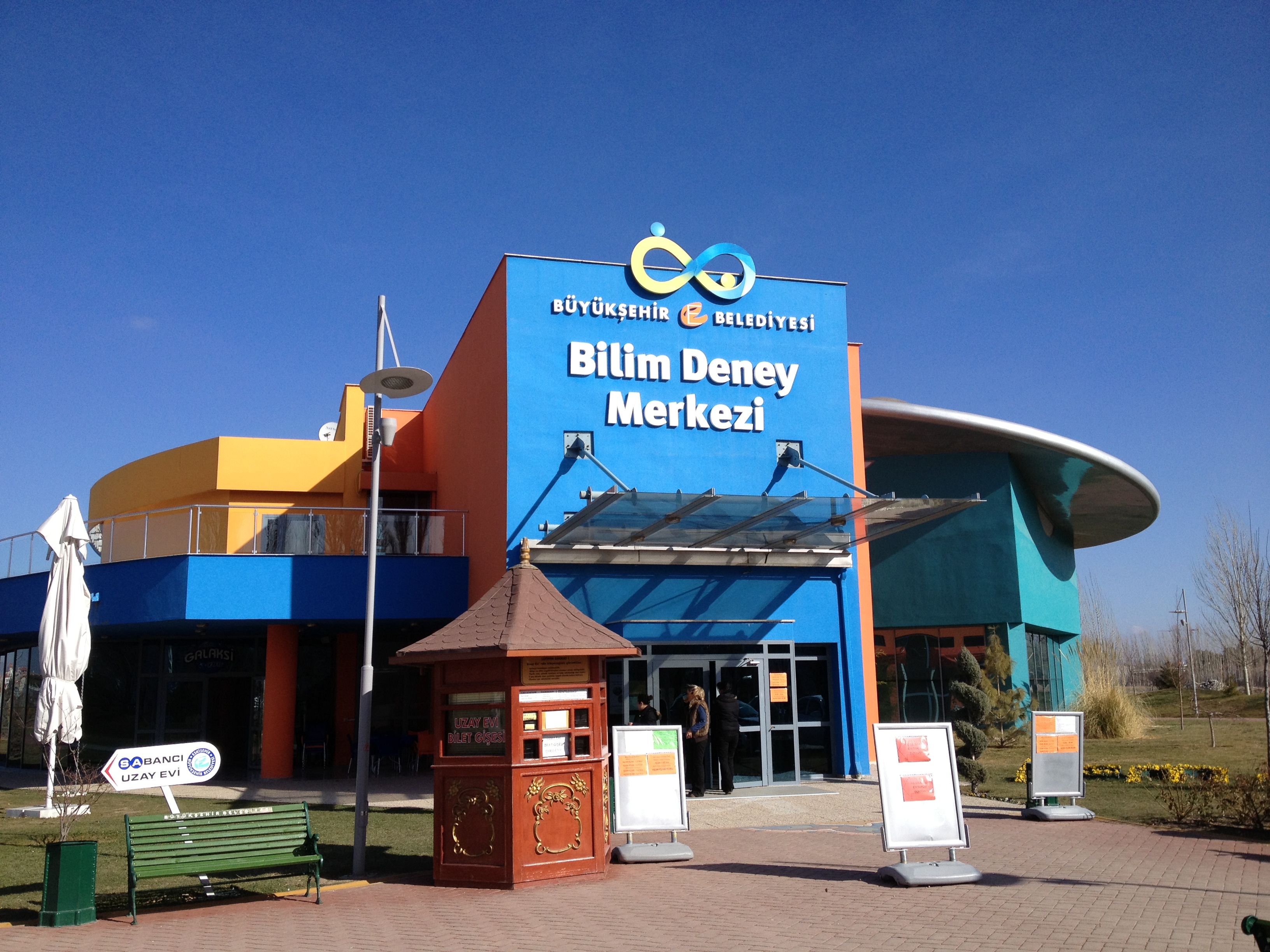
مركز تجارب العلوم في إسكي شهر.

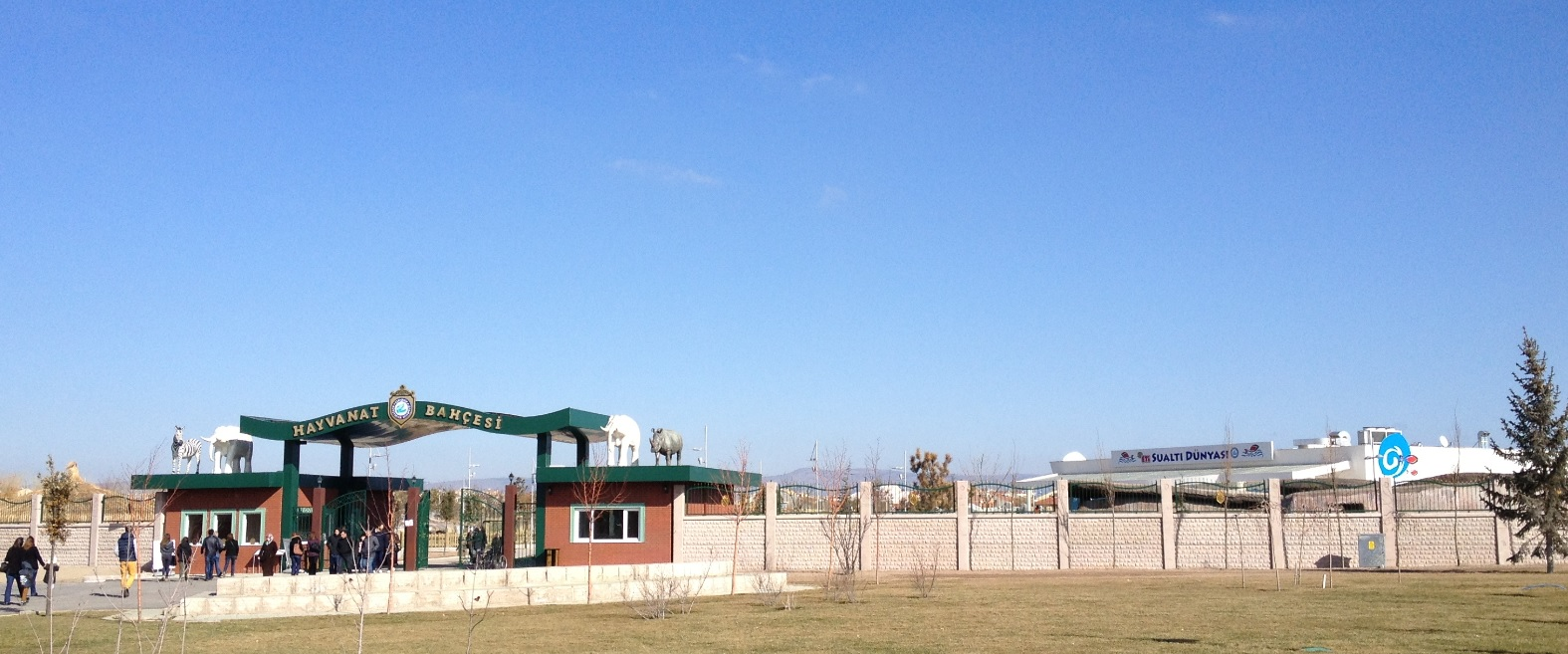
حديقة الحيوانات في إسكي شهر.

## التعليم

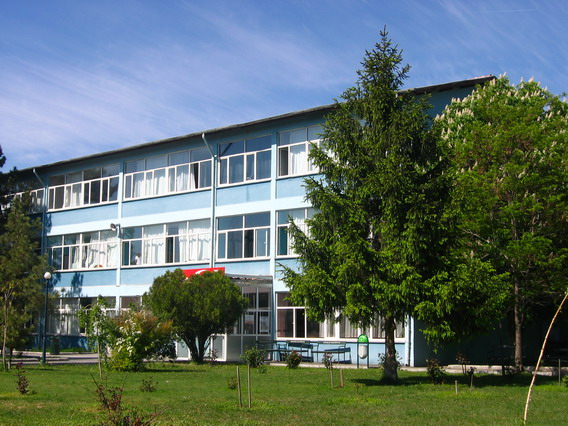
كلية المعارف والتي تعتبر من أول 6 كليات في إسكي شهر.

### الجامعات

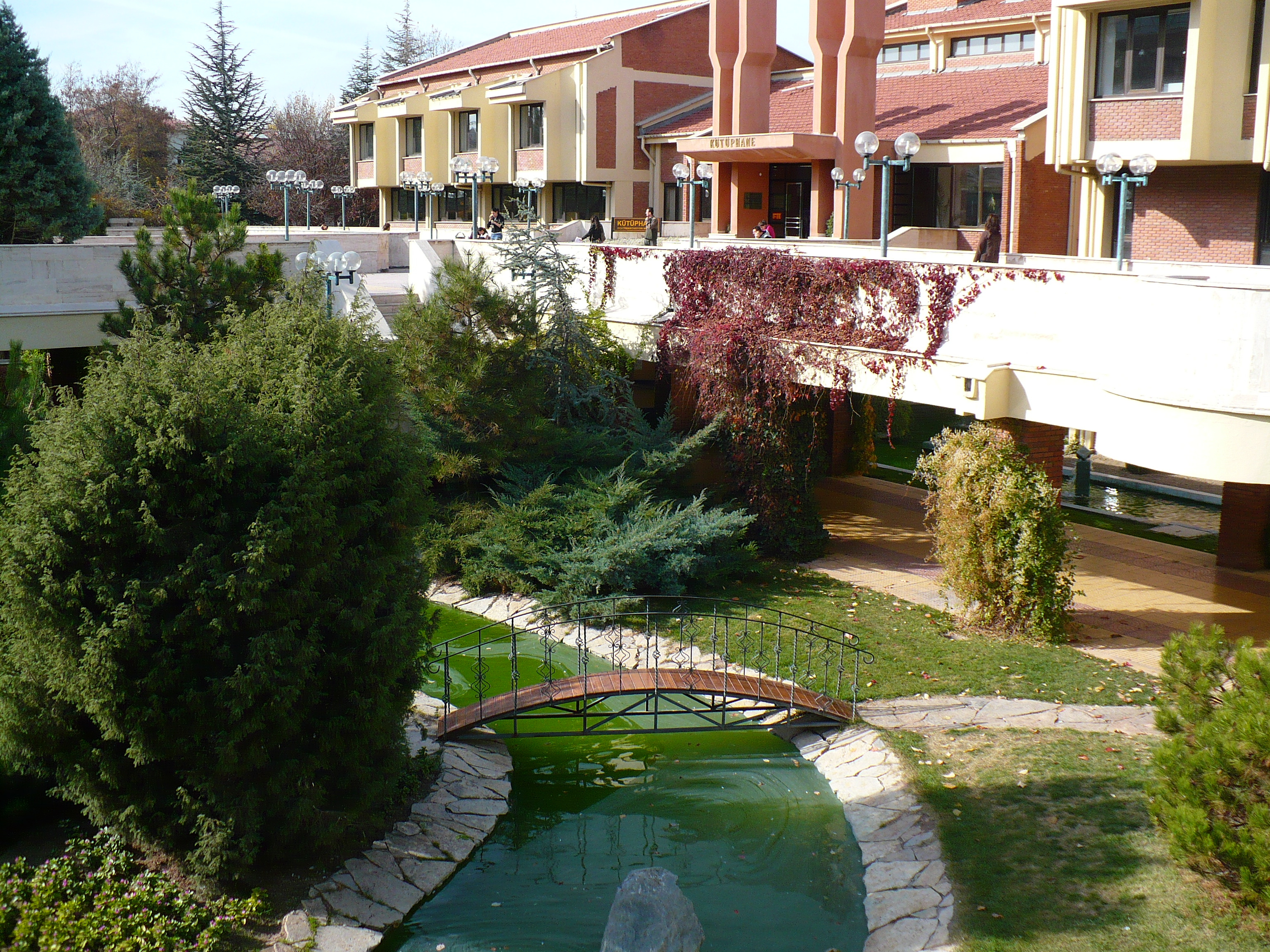
مكتبة جامعة الأناضول.

### نادي إسكي شهر

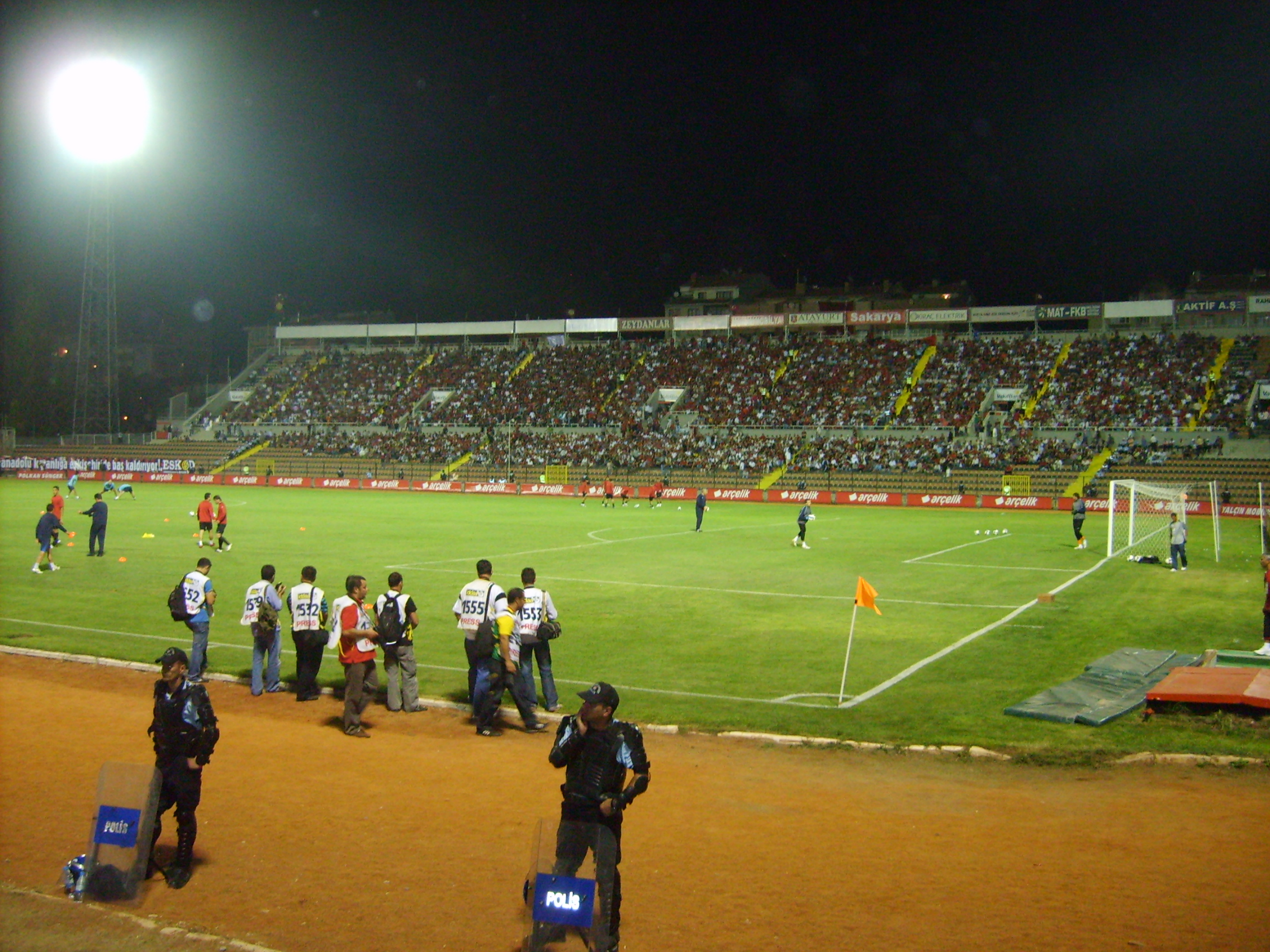
مبارة حاجي تابا ضد إسكي شهر في أغسطس 2008 في استاد إسكي شهر أتاتورك الرياضي.

## الإدارة المحلية (مجلس المدينة)

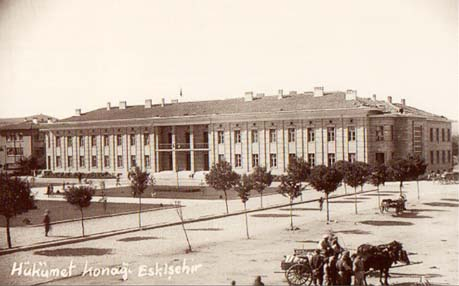
مقاطعة اسكي شهر.

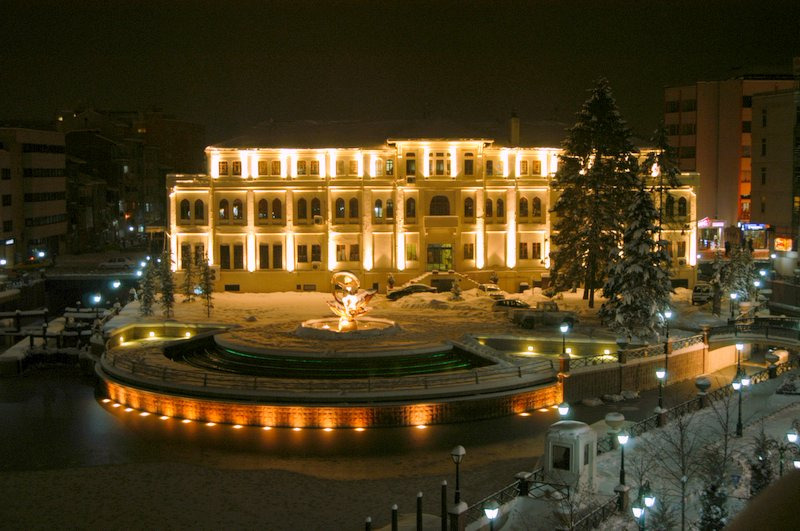
فندق البورسك عام 1930 في صورة جديدة: مجلس تابا باشي (يناير 2006).

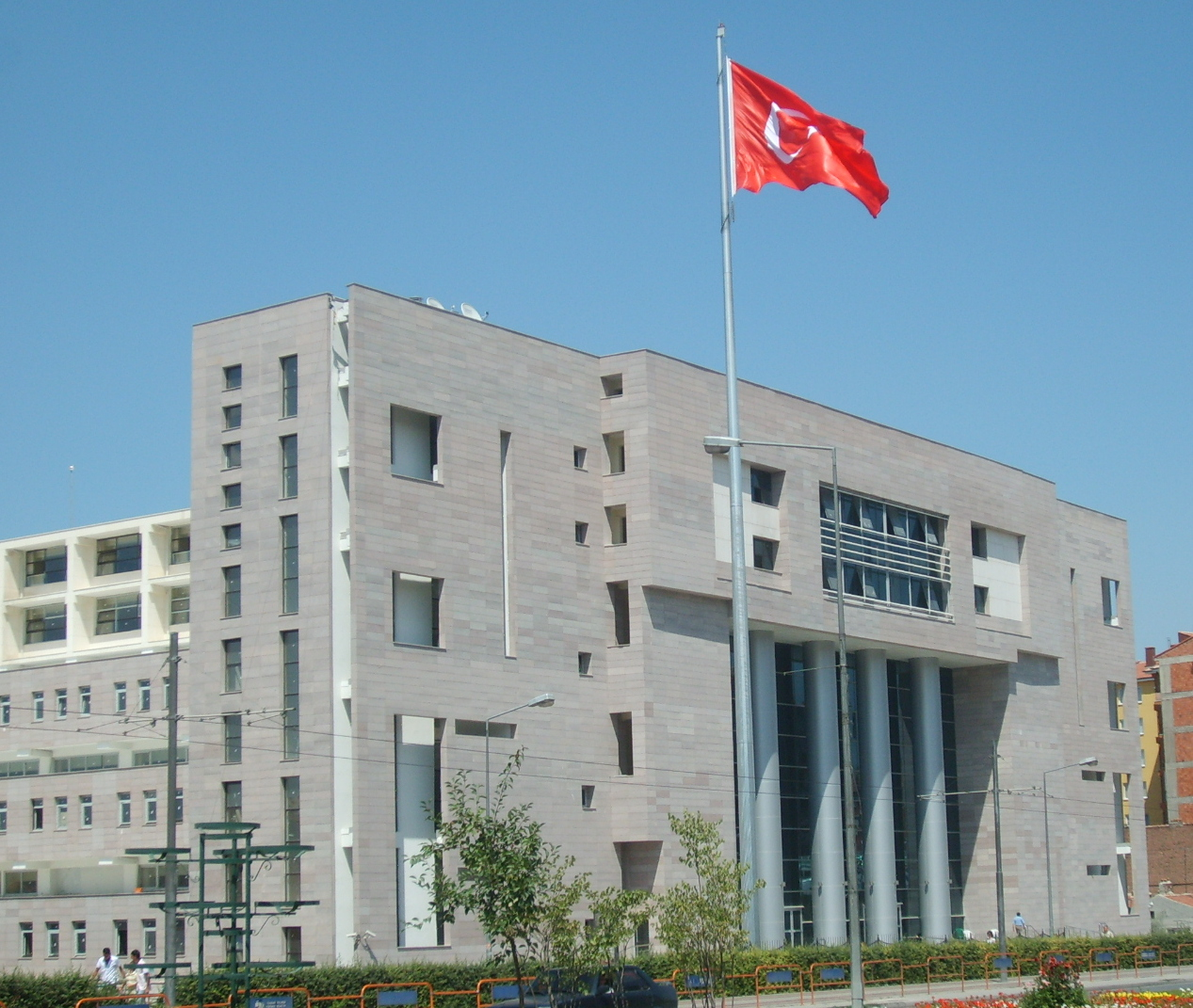
محمكة العدل 2008.